# Francotirador

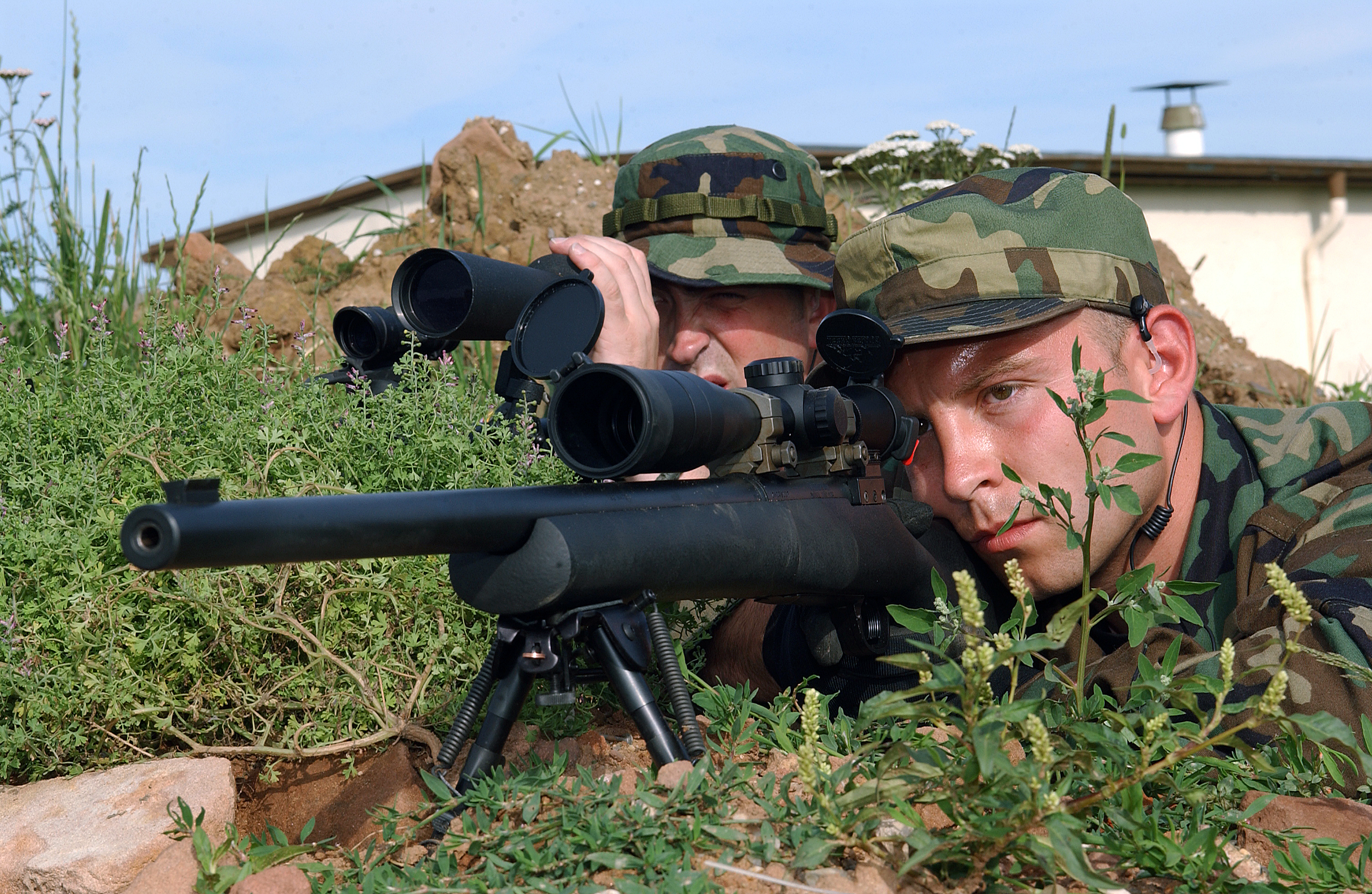
Un equipo formado por un francotirador y un observador de la Fuerza Aérea de los Estados Unidos.

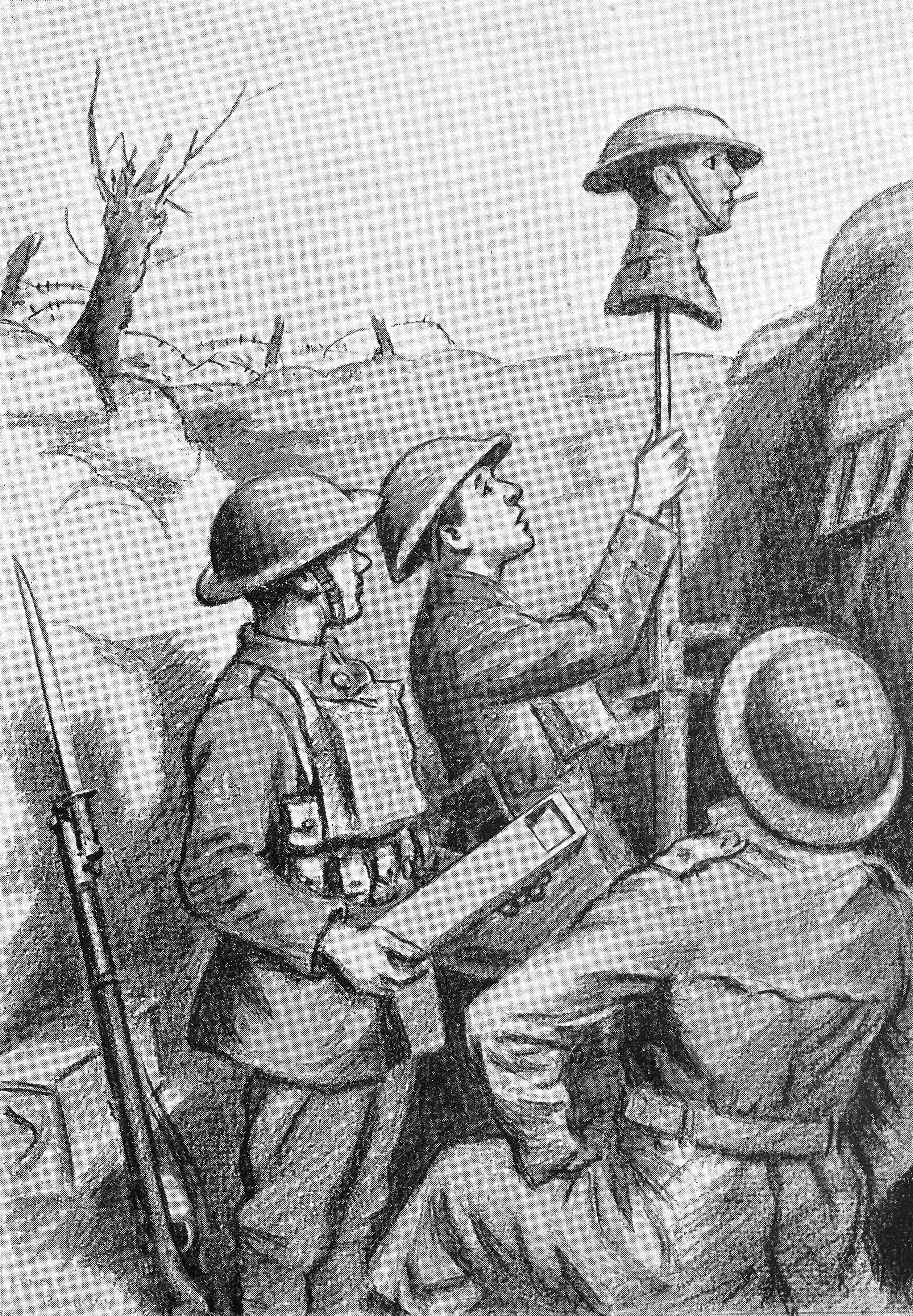
Dibujo del mayor H. Hesketh-Pritchard, en Francotiradores en Francia, 1920: clásica forma de engaño al tirador enemigo para dar con su ubicación.

La definición tradicional de francotirador (del francés franc-tireur) es la de un soldado de infantería experto en tareas de camuflaje y tirador de élite, que dispara con arma de fuego (normalmente un fusil de francotirador), a grandes distancias y desde un lugar oculto, a objetivos seleccionados. Típica e idealmente, un francotirador hábil se acerca al enemigo (que desconoce su presencia) y utiliza una bala por cada blanco.

## Etimología
Aunque el origen del término en castellano se sitúa en la guerra franco-prusiana de 1870-1871,[cita requerida] el término es más antiguo, siendo usado en la guerra entre Dinamarca y Suecia de 1563-70; las palabras en los idiomas danés y sueco son friskytte/friskytt o snaphane/snaphan. Las mejoras técnicas habían permitido al ejército francés dotarse de fusiles de largo alcance, ideales para abatir enemigos desde posiciones lejanas. Los soldados prusianos los llamaban franc-tireurs, esto es, "tiradores francos" [cita requerida]. 
Por otro lado, el término sniper proviene de la antigua Escocia e Inglaterra, donde los cazadores intentaban dar caza a la agachadiza (snipe, en inglés), un ave rápida, ágil y que se movía peculiarmente volando en zig-zag. De ahí que los cazadores más hábiles y que poseían un mejor manejo del fusil fueran llamados sniper, reconociéndoles así la difícil labor de cazar a esta escurridiza ave.
En las últimas décadas, el término francotirador ha sido utilizado libremente, especialmente por los medios de comunicación en relación con los tiradores de precisión de la policía, los responsables de asesinatos, a aquellos que disparan a distancias largas y para cualquier criminal que esté equipado con un fusil en un contexto civil.

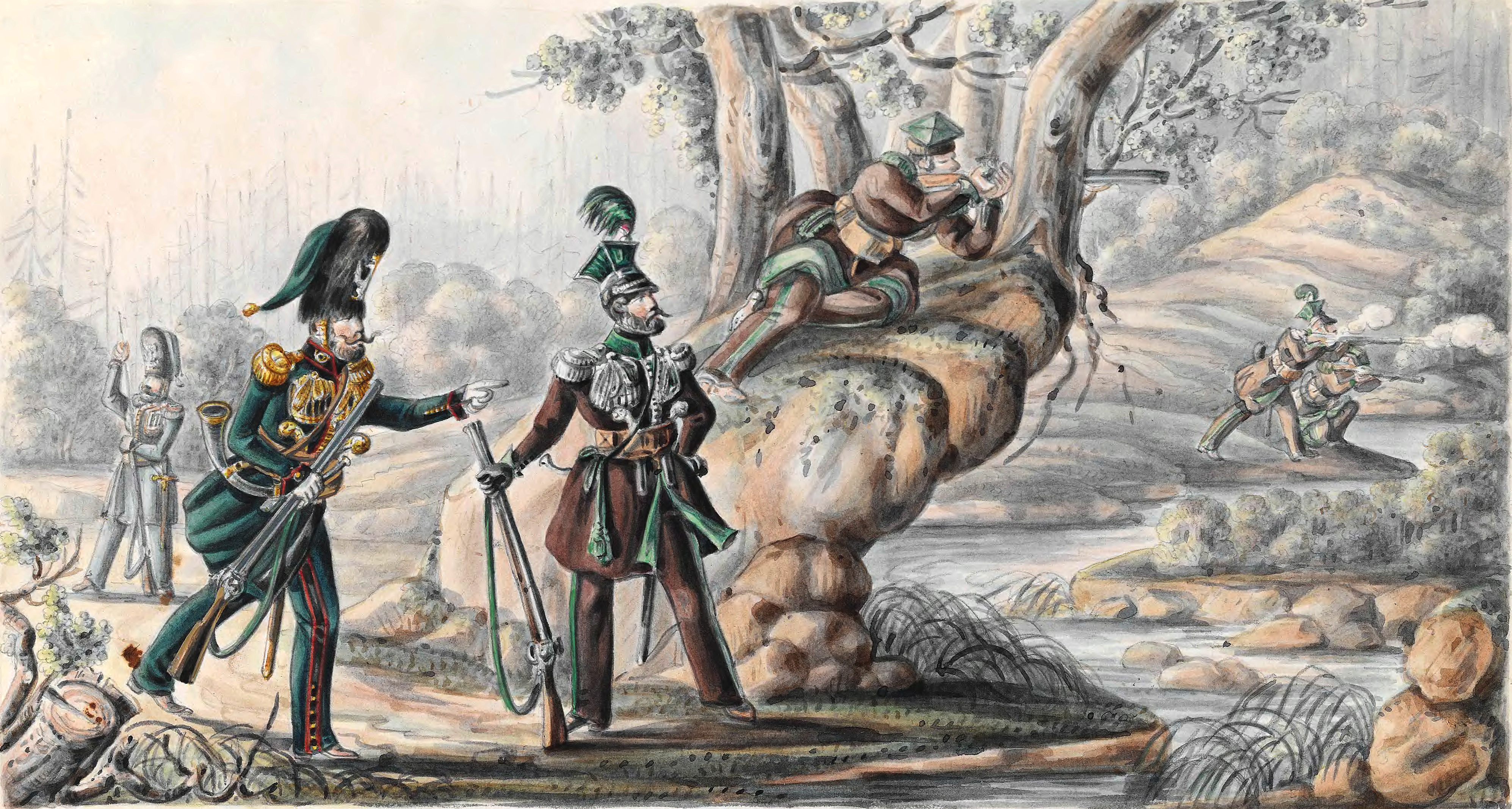
Francotiradores polacos durante el levantamiento de octubre de 1892.

Estos nuevos significados han dado a la palabra francotirador connotaciones peyorativas. También explica el incremento del uso de términos alternativos, especialmente para francotiradores de la policía, como tirador de precisión, tirador de élite, tirador táctico, etc.

## Historia

### Francotirador Primitivo
Hacia 1515, el armero August Kotter de Augsburgo fabricó los primeros arcabuces cuyos cañones tenían estrías fabricadas mediante una brochadora, una máquina que arrancaba el material, lo que permitía un acabado uniforme que se traducía en una notable mejora de la precisión, por esta razón este último se terminó considerando un francotirador primitivo.

### Guerra de Independencia de Estados Unidos
En la guerra de la Independencia el Congreso de la Unión autorizó la creación de 10 compañías de fusileros, unidades de tiradores de élite formada por granjeros y ganaderos. Los británicos aprendieron en varias batallas la lección de lo que puede hacer un buen fusil en manos de un buen tirador. En 1777, en la batalla de Saratoga, 500 tiradores expertos fueron asignados a las tropas del general Daniel Morgan para hacer frente al general británico John Burgoyne y su ejército. Uno de estos tiradores, John Murphy, empleó su fusil Kentucky contra el general de Brigada Simon Fraser. Su disparo alcanzó al general, que falleció al día siguiente, y los británicos se retiraron desmoralizados.
La consecuencia fue que en 1798 la Junta de Artillería del Ejército Británico inició la búsqueda de un fusil de precisión con el cual equipar a un reducido número de selectos fusileros. Hacia 1800 optó por un arma diseñada por el maestro armero Ezekiel Baker. 

### Guerras napoleónicas
Durante las guerras napoleónicas los fusiles eran utilizados por los tiradores expertos. Aunque el fusil funcionaba básicamente como el mosquete, su cañón era de ánima rayada, lo que le daba mayor precisión. Sus objetivos eran los servidores de las baterías de artillería, los oficiales y los tiradores enemigos. Otra de las características de los fusiles era su cañón más corto, lo que posibilitaba poderlos cargar y apuntar con el fusilero arrodillado o tumbado, una ventaja frente los mosquetes.
En Francia los francotiradores (franc-tireurs) eran ya conocidos en 1792, cuando al ser invadido el país, la Asamblea Nacional hizo una convocatoria general pidiendo voluntarios a los Departamentos. Se pudieron organizar en los Vosgos 15 batallones de tropas ligeras con la misión de atacar a los grupos de exploración y convoyes, y hostigar a los campamentos enemigos; poseían una completa libertad de acción y operaban en terreno accidentado y montañoso, e incluso en la marina, donde se subían a las cofas de los barcos; de hecho, fue un francotirador el que mató al almirante Nelson desde la cofa del Redoutable en la batalla de Trafalgar. Los franceses contaban con compañías de escaramuceros, los Voltigeur, que se dedicaban al tiro de hostigamiento armados con los mosquetes estándar de infantería.
También los ingleses recurrieron a este tipo de fuerzas durante el siglo XVIII, creando unidades regulares armadas con fusiles Baker, que tenía un alcance efectivo de unos 200 metros. La adopción del Baker no estuvo solamente motivada por la experiencia en la guerra de Independencia de Estados Unidos, anteriormente ya se había pensado en unidades al estilo de los Jäger alemanes, tenidos como soldados de élite. El Baker no solo se suministró al famoso 95 Regimiento, sino también llegó al 60.º Regimiento "Royal Americans" y a las secciones de tiradores y compañías de élite de los batallones de la KGL (King's German Legion). Estos soldados recibían entrenamiento especial para disparar sus fusiles tumbados en el suelo, metiendo el pie por dentro de la correa del fusil Baker para estabilizar el arma. Estaban además entrenados para apuntar y matar a cualquier soldado que tuviera algo que ver con el mando, el control y las comunicaciones en el campo de batalla. Estos soldados ingleses actuaron contra los franceses en España y luego en la batalla de Waterloo. En enero de 1809, un fusilero del 95.º Regimiento de Fusileros británico 95th Rifles, Thomas Plunkett, logró durante la batalla de Cacabelos matar a una distancia de más de 150 metros al general de brigada francés Auguste François-Marie de Colbert. Con un segundo disparo Plunkett también mató al ayudante del general.

### Guerra de Crimea
En Crimea los ingleses constataron que los fusiles Enfield que empleaban podían lograr blanco a gran distancia, el problema era más de precisión que de alcance. Como consecuencia de la experiencia en combate el teniente coronel Davidson sugirió instalar visores en los fusiles de infantería británicos para aumentar la precisión del disparo a larga distancia, además de mejorar el entrenamiento. La mira telescópica fue poco usada en combate en Crimea, pero si se aprovecharon las tácticas de disparo a larga distancia. Tras la guerra patentó la idea y se comenzó a trabajar en miras en Gran Bretaña. Otro británico, John Jacob, empleó en combate un fusil con bala explosiva con un alcance efectivo de hasta 1800 metros. Fue probado en el conflicto contra una posición rusa de cañón que después de recibir disparos se retiró. Con base en las experiencias en Crimea en Gran Bretaña nació el fusil Whitworth, considerado por algunos el primer fusil de francotirador y que vería un amplio uso en la guerra de Secesión de EE. UU.
Las tropas rusas sufrieron y valoraron la iniciativa de los soldados británicos que emplearon voluminosos fusiles de largo alcance con miras ópticas montadas en ellos. Por ello de modo individual algunos rusos empezaron a adoptar esa práctica. Así, por ejemplo en la guerra ruso-japonesa, no era extraño ver rusos con fusiles de precisión y miras telescópicas.

### Guerra de Secesión
Fue en la guerra de Secesión estadounidense, en la segunda mitad del siglo XIX, donde el francotirador experimentó un gran desarrollo gracias a los fusiles Kentucky. Cuando estalló la guerra de Secesión se crearon unidades de tiradores selectos, como los Berdan's Sharpshooters o los batallones de tiradores confederados. Al principio cada voluntario llevaba su propia arma y triunfaron los llamados target rifles, fusiles fabricados con especial cuidado para hacerlos más precisos. Las compañías de francotiradores federales se nutrían de tiradores seleccionados mediante concursos de tiro y que en combate actuaban libremente, al margen del resto del ejército. Además vestían un uniforme verde que les ayudaba a camuflarse, en vez del característico color azul oscuro del ejército federal.
En esta guerra se crearon las primeras unidades específicas de tiradores selectos, potenciando el ejército de la Unión el empleo de francotiradores equipados con armas especializadas y, por primera vez provistas de miras ópticas para mejorar su precisión. Para pasar más desapercibidos se equipó a los tiradores de Berdan con un uniforme de color verde, con su botonadura de latón sustituida por una de goma endurecida para evitar reflejos. En la guerra empezaron a tener lugar los primeros duelos entre escuadras de tiradores, dado que la pólvora empleada creaba una densa humareda que indicaba al enemigo la posición. Era importante efectuar el disparo y cobrarse la víctima para asegurarse sobrevivir. Sobrevivir no era una tarea fácil, un 28% de los efectivos iniciales de los Tiradores de Berdan fueron bajas por diversos motivos.
En el ejército confederado se favoreció el fusil Whitworth como arma de francotirador, difícil de conseguir debido al bloqueo pero lo más preciso de la época. Con esta arma un francotirador confederado mató al General Sedgwick a una distancia de más de 500 metros. Los francotiradores confederados, llamados "Whitworth Sharpshooters" debido a su empleo del fusil del mismo nombre, no se organizaron en unidades independientes como en el ejército federal sino que sus pelotones acompañaban a las unidades regulares. Su objetivo prioritario era eliminar a los sirvientes de artillería, así como cualquier otro blanco de fortuna.
El ejército de la Unión decidió estandarizar sus fusiles, optando por el fusil Sharps. Este era un arma de 1,2 metros de largo, con seis rayas en el ánima y de retrocarga. Un buen tirador podía llegar a disparar entre 8 y 10 veces por minuto, más que los dos disparos que se conseguían con las armas de avancarga. La compañía Sharps fabricó 80 512 carabinas y 9.141 fusiles durante la guerra, tan apreciados que los confederados hacían todo lo posible por capturarlos e incluso llegarían a fabricar copias, aunque de menor calidad. El fusil Sharps era costoso (tres veces el precio de un Springfield Modelo 1861), por lo que solo se fabricaron 11 000 unidades del Modelo 1859. La mayor parte del encargo inicial no fue suministrado y solo se entregaron a los tiradores de precisión.

### Guerra hispano-estadounidense (1898)
Pocos años antes de la guerra el fusil Mauser Modelo 1893 se había convertido en el arma estándar de la infantería española. El Mauser permitía precisión a grandes distancias, así como gran cadencia de fuego. En la lucha contra los mambises ya se había empleado el tirador selecto, tiradores apostados en puntos donde tenían buen campo de tiro. Los regimientos de cazadores de infantería española posicionaban tiradores apostados en la vegetación, que emboscaban a las columnas de guerrilleros cubanos.
El fusil Mauser Modelo 1893 utilizaba pólvora sin humo, lo que otorgaba a los soldados españoles una ventaja táctica crucial al no delatar su posición. Con el desembarco estadounidense en Cuba se emplearon las mismas tácticas. Las tropas estadounidenses eran acosadas por tiradores, que se apostaban en posiciones protegidas u ocultas. A pesar de todo no existía todavía la táctica militar del francotirador, sino que se debía más a la iniciativa de algunos soldados y oficiales. Muestra de la efectividad del Mauser es que en la batalla de Las Guásimas los españoles infligieron un elevado número de bajas a unas tropas estadounidenses muy superiores en número, pero más inexpertas en combate y faltas de preparación. En la defensa de El Caney el general Vara de Rey y sus poco más de quinientos efectivos (391 miembros del Regimiento de infantería de la Constitución, 41 del de Cuba y 95 voluntarios) frenaron durante horas el avance del contingente estadounidense, superior a los 6.000 efectivos, hacia Santiago de Cuba. En la  batalla de las Colinas de San Juan 700 infantes españoles se enfrentaron a 15.000 estadounidenses, causándoles más de 1400 bajas.

### Segunda guerra bóer (1902)
Los bóeres no tenían un ejército regular, pero de cara un posible enfrentamiento con el Reino Unido adquirieron 25.000 fusiles Mauser.
Los soldados británicos se enfrentaron así a tiradores bóer, dotados de buena puntería y armados con fusiles Mauser Modelo 1895 que disparaban con gran efectividad a unos 800 metros, sobrepasando el alcance de las armas británicas. Se acosaba a las tropas inglesas, eligiendo el momento idóneo y blanco apropiado. En el lado británico destaca la creación de los Scouts Lovat, un regimiento escocés formado por tiradores expertos que fueron entrenados en tiro, sabotajes y tácticas de guerrilla. Después de la guerra, este regimiento se convirtió en la primera unidad regular de francotiradores del ejército británico.

### Guerra del Rif
La palabra «paco» comenzó a emplearse en los primeros meses del año 1909 para designar a los tiradores rifeños que, situados en excelentes puestos de observación, disparaban con gran puntería sobre las tropas españolas. Su actuación se extendió a todas las campañas del Norte de África y generalmente consistía en hostigar a los convoyes y destacamentos.
Años después se formó en el ejército español el Grupo de Tiradores de Ifni, inmediatamente después de la ocupación del Territorio en 1934. Esta unidad estuvo formado mayoritariamente por nativos, con mandos españoles, aprovechando la destreza en el disparo y puntería de los nativos. Las tropas españolas se enfrentaron en Marruecos a un enemigo que contaba con buenos tiradores. En el Protectorado de Marruecos, la guerra civil y los conflictos de Ifni y del Sáhara, los Tercios organizaron las patrullas de tiro, como herencia directa de aquellos especialistas en tiro que siempre caracterizaron a este cuerpo. El entrenamiento de patrullas de tiro se extendió al resto del ejército español, siendo este entrenamiento una prueba que requiere gran forma física, agilidad y destreza con el tiro de fusil.

### Primera Guerra Mundial
La guerra de trincheras, con las líneas de defensa situadas dentro del alcance eficaz del fusil, es muy adecuada para el paqueo. Así lo entendieron ambos bandos, destacando a sus mejores tiradores en posiciones cuidadosamente elegidas, para hacer fuego principalmente de hostigamiento y mientras tanto vigilaban el terreno con prismáticos. Al fuego de los francotiradores se contestó con el de los contra-francotiradores, los cuales estaban tan bien escogidos y situados que disparaban sobre el fogonazo de los francotiradores enemigos.

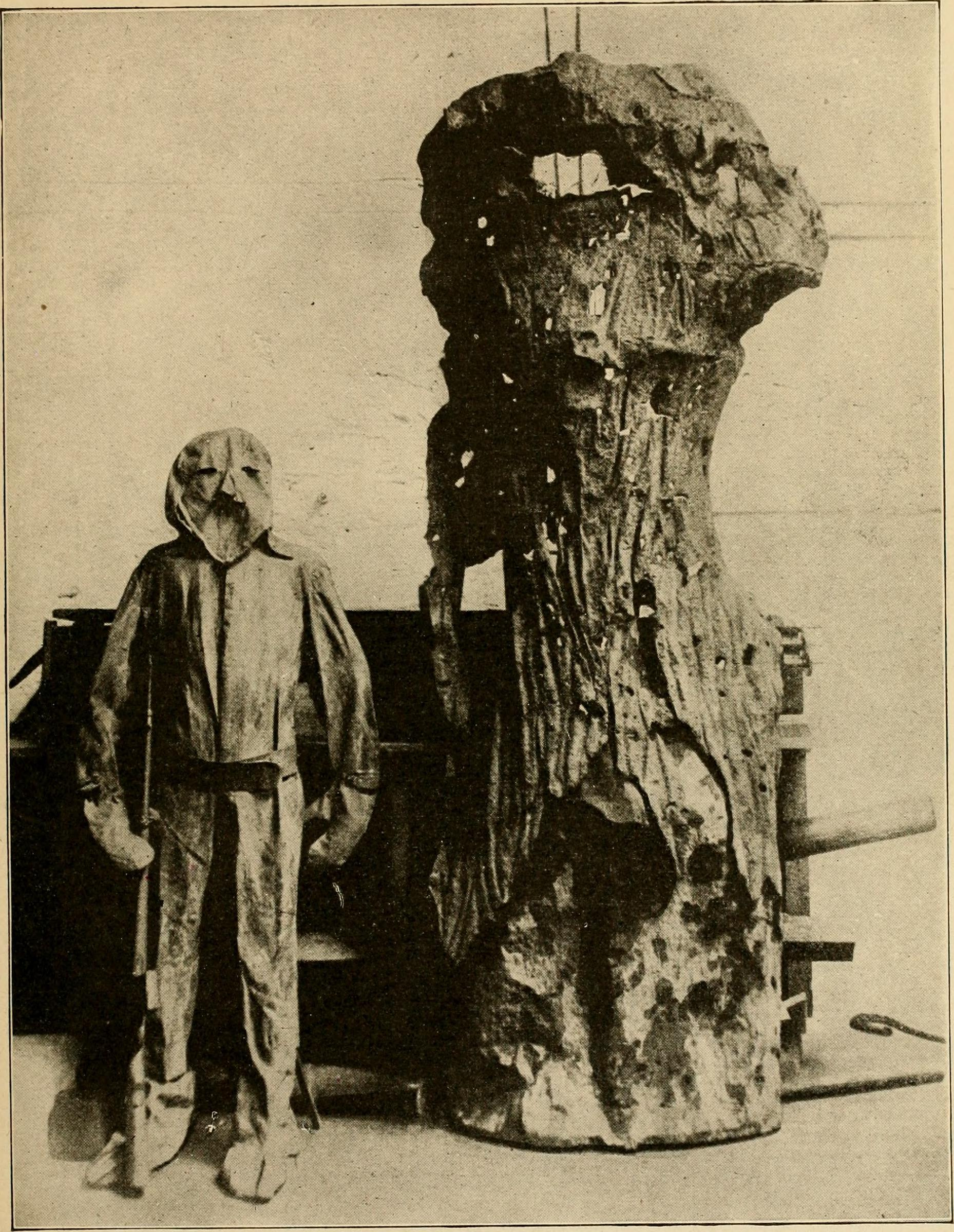
Francotirador de la Primera Guerra Mundial. Emplea un uniforme especial de camuflaje y una posición preparada que simula un árbol.

Durante esta contienda, el Ejército Imperial Alemán hizo ya un abundante uso de fusiles dotados de mira telescópica. Sin embargo, a los reglamentarios Gewehr-98 habrían de sumarse multitud de fusiles de caza con mira telescópica que fueron requisados por la premura de su empleo y la necesidad de la guerra. Muchas de estas armas no fueron empleadas por francotiradores propiamente dichos, sino por expertos que desde su trinchera hostigaban a la de enfrente para «impedir el aburrimiento» entre la tropa enemiga y abatiendo a cualquier enemigo que asomara la cabeza. Al comienzo de la guerra los primeros en emplear fueron los alemanes, ya que se dieron cuentas que las habilidades de algunos soldados que en su vida civil habían sido cazadores y guardas forestales eran ideales para la guerra de trincheras. Se diseñaron medidas y contramedidas frente a aquellos mortales y desmoralizadores disparos: escudos de acero sujetos al casco del francotirador con la misión de proteger su rostro, maniquíes con el fin de engañar al enemigo y que descubrieran su posición, etc.
Ante el impacto en la moral de los francotiradores alemanes los ingleses, impulsados por la insistencia del mayor Hesketh-Prichard, crearon en 1915 una escuela de francotiradores llamada 1st Army Sniping, Observation and Scouting School (1st SOS), basada en Linghem. Ahí se formarían francotiradores ingleses, canadienses, americanos, franceses, australianos y portugueses. Varias escuelas fueron creadas después en Francia por los ingleses, e incluso otra en Egipto en 1917. En ellas los soldados aprendieron a emplear todo tipo de camuflaje y a actuar en parejas de tirador y observador (los alemanes preferían actuar solos). La llegada de francotiradores aliados supuso el comienzo de la lucha entre francotiradores de ambos lados. La posición de tiro más habitual para un francotirador era en la trinchera, aunque también tomaban posiciones en tierra de nadie para abatir objetivos importantes, como nidos de ametralladora y observadores de artillería antes de un ataque.
Fuera del Frente Occidental los francotiradores también actuaron. En las trincheras de Galípoli los francotiradores turcos, numerosos y con la ventaja de un terreno más alto, se enfrentaron a los francotiradores australianos y neozelandeses, expertos tiradores en la vida civil. El teniente Grace organizó un equipo de francotiradores en Galípoli para vencer a los francotiradores turcos, logrando acabar con muchos de ellos. En Galípoli sobresalió el francotirador australiano Billy Sing, con más de 200 enemigos abatidos y entre ellos el francotirador turco bautizado como "Abdul el Terrible". En la campaña de Palestina también se enfrentaron los francotiradores ANZAC y turcos. En el Este el Ejército Imperial Ruso recurrió a cazadores siberianos que habían sido reclutados y a la experiencia como cazadores de algunos oficiales para asignarles el papel de francotiradores. A finales de 1916 se tomó la decisión de crear fuerzas de francotiradores, ordenando la fabricación de fusiles de francotirador. Sin embargo finamente el número de armas producidas fue muy bajo, sobre todo por falta de miras, y la selección y entrenamiento de francotiradores no se hizo efectiva por el inicio de la revolución de 1917. Esta experiencia con francotiradores se transferiría al Ejército Rojo, que en 1929 crearía la especialidad de francotirador.
Los fusiles con mira telescópica se emplearon por todos los bandos, siendo los alemanes quienes destacaron en variedad, calidad y cantidad de material, pues ya su industria óptica era de las mejores del mundo. En 1915 el ejército alemán seleccionó 15.000 fusiles Mauser 98, que demostraron ser excepcionalmente precisos durante pruebas de fábrica, para equiparlos con miras telescópicas y así equipar a sus francotiradores. Esto se hizo a pesar de que el Mauser 98 no fue diseñado para emplear mira telescópica. Los francotiradores de la Commonwealth preferían el fusil Ross Mk II, más preciso que el SMLE Rifle No.1 Mk.III con mira Aldis. Entre 1915 y 1918 se fabricaron aproximadamente 6000 fusiles Mannlicher M1895 de francotirador para el ejército austrohúngaro, que también empleó fusiles Mauser. Francia adaptó sus fusiles reglamentarios Lebel y Berthier para equipar a sus francotiradores, al igual que hizo Estados Unidos con el fusil Springfield.

### Guerra civil española
En la guerra civil también se emplearon francotiradores, más tiradores selectos que propiamente francotiradores, ya que era una táctica bien conocida por el ejército español en sus guerras coloniales. Los francotiradores eran llamados pacos en la jerga de la época. No existía en el ejército español de entonces entrenamiento específico de francotirador ni fusiles con mira telescópica reglamentarios, ya que era algo mal visto en el ejército de la época. Si se promovía que los mejores tiradores acecharan al enemigo, pero el empleo de miras telescópicas no llegaría al ejército español hasta los años 60, cuando algunos Mauser 43 fueron equipados con miras Enosa al ser reemplazados por el Cetme. Durante la Guerra Civil, el tirador de precisión tenía que recurrir a los fusiles estándar y a su buena puntería. Se sabe que asesores rusos trajeron a título personal algunos fusiles de francotirador Mosin-Nagant con miras PE, según algunas fuentes como respuesta a los fusiles de francotirador Mauser que Alemania habría hecho llegar a España. Además los asesores emitieron a su vuelta a la URSS informes favorables del empleo en combate de francotiradores. Es posible que entre los contingentes de alemanes e italianos pudiera haber llegado algún francotirador y que más tarde en el ejército nacional hacia el final de la guerra hubiera también alguno.
En numerosas batallas se vio el empleo de francotiradores. Esto sucedió especialmente donde tuvo lugar la guerra de trincheras o combates urbanos, como sucedió en el Frente de Madrid. George Orwell fue herido por un francotirador cerca de Huesca, en mayo de 1937. En la guerra civil española era frecuente que los francotiradores estuvieran colocados junto a las posiciones de las ametralladoras para enmascarar así los disparos.

### Guerra ruso-finesa

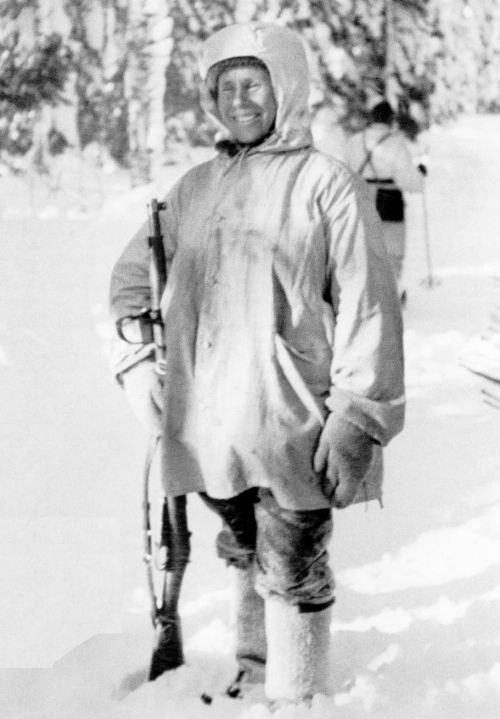
Simo Häyhä, «La Muerte Blanca».

Durante la guerra de invierno que enfrentó a soviéticos y finlandeses los rusos aprendieron en carne propia la dura lección de la efectividad de los francotiradores. Los francotiradores finlandeses acabaron con cientos de soldados soviéticos, que muchas veces estaban atrincherados y eran eliminados uno a uno. Los finlandeses vestían totalmente de blanco, acechando camuflados en los bosques sembraron el pánico entre los soviéticos. Esta guerra vio al francotirador más letal de la historia: Simo Häyhä, apodado «la muerte blanca», acabó al menos con 542 enemigos.
Los francotiradores fineses evitaban el uso de miras telescópicas y preferían emplear el alza y el punto de mira. En parte porque se dañaban a causa de las bajas temperaturas, pero también porque las miras telescópicas cerraban el campo de visión e impedían reaccionar rápidamente. Los francotiradores fineses se emplearon a fondo reduciendo las bolsas en las que habían quedado atrapados los soldados soviéticos, desde corta distancia. 
El Ejército Rojo tomó nota, y pronto incrementó la formación de francotiradores. Si desde mediados de la década de 1920 se habían fabricado 53.000 fusiles de francotirador, esa cifra fue desde 1940 la producción anual. Se abrieron más escuelas de francotiradores. La mayor escuela se encontraba en Moscú, donde se realizaba un periodo de entrenamiento de 3 semanas, incluyendo como consecuencia de la experiencia en España el combate urbano. Una de las diferencias en la URSS fue la creación de batallones de francotiradores, mantenidos en reserva para ser desplazados a sectores críticos.

### Segunda Guerra Mundial
Los francotiradores apenas tuvieron protagonismo en los comienzos de la guerra, ya que era una guerra de movimiento. Con la invasión alemana de la Unión Soviética y la aparición de combates urbanos, el uso del francotirador se generalizó, sobre todo en el bando soviético para frenar el avance alemán. 
A lo largo de esta confrontación, los francotiradores tuvieron un gran desarrollo, tanto por la profusión de su empleo como por la especialización de sus fusiles, equipos y técnicas.
- Los británicos utilizaron para este cometido fusiles de alta precisión Lee-Enfield y P14 con miras telescópicas Aldis.
- Los alemanes y los soviéticos emplearon francotiradores, especialmente en el combate en ciudades.[50] El ejército alemán creó una insignia para los mismos (la insignia del águila) con distintivos de honor al que hubiera abatido a 20, 40 o 60 enemigos. Vasili Zaitsev, cazador siberiano, recibió la Orden de Lenin y fue declarado “Héroe de la Unión Soviética”. Se le atribuye haber causado él solo más de 280 bajas. Actualmente se ha llevado su vida al cine en la película “Enemigo a las puertas”. Entre los tiradores alemanes selectos hay que destacar a Matthäus Hetzenauer, que en el frente oriental desde 1943 hasta 1945 logró causar 345 muertes confirmadas, y Sepp Allerberger, con 257 muertes en su haber. En la batalla de Berlín los francotiradores alemanes retrasaron la toma de la ciudad por los soviéticos, causándoles cientos de bajas.
- Simo Häyhä, de origen finés, fue el francotirador más letal de la Segunda Guerra Mundial, consiguiendo abatir a unos 505 enemigos (542 según fuentes extraoficiales).

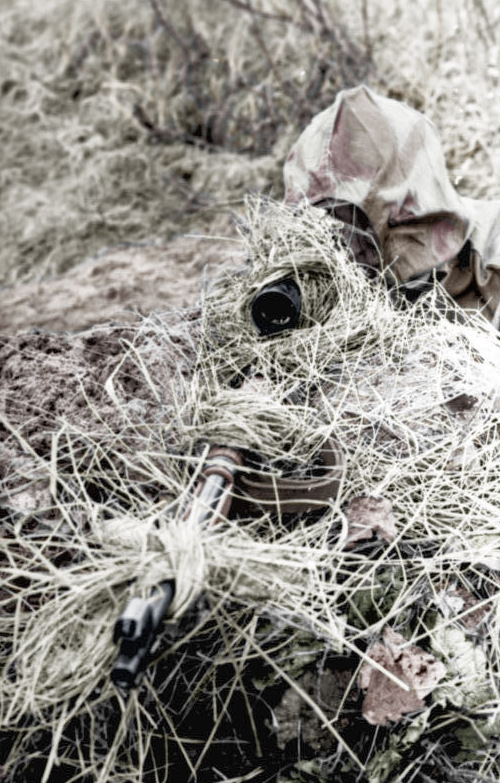
Francotirador alemán camuflado, 1943.

#### Alemania
Tras derogar el Tratado de Versalles, después de la llegada al poder del Partido Nazi, Alemania inició a partir de 1935 un espectacular rearme que trajo consigo el restablecimiento del servicio militar. Justo en ese año se hizo reglamentaria una nueva arma básica que ellos denominaban carabina y que aquí se llamaría mosquetón, el Kar 98k (K de kurz, corto en alemán). Este despertar de la nueva Alemania también incluía a la juventud, pues era iniciada en el tiro, bien con armas de aire comprimido o de calibre 5,5 mm, consiguiendo un número muy elevado de tiradores selectos. A la par de la industria armamentística, la industria óptica desarrollaba miras de precisión: principalmente Carl Zeiss en Alemania y Kahles en Austria, que ya producían miras para fines deportivos con anterioridad, se unieron al esfuerzo de guerra del Reich. El ejército alemán contaba con una medalla e insignia para francotiradores, aunque muy pocos la usaron ya en caso de ser capturados podían ser ejecutados en el acto.
Alemania fue pionera en el entrenamiento de francotiradores. Los alemanes instauraron oficialmente que los francotiradores operaran en parejas, para turnarse y descansar. En cuanto se estancó la guerra en el frente ruso la presencia de los francotiradores rusos se intensificó hasta tal punto que el alto mando alemán decidió, en 1943, desarrollar un curso para mejorar las habilidades de sus francotiradores. Esto era necesario ya que los francotiradores alemanes que llegaban directamente del entrenamiento sin experiencia en combate a menudo se las arreglaban para abatir varios enemigos antes de ser derribados por un francotirador enemigo experimentado. La instrucción se impartía por francotiradores veteranos en grupos de cinco estudiantes y un instructor. Los uniformes del camuflaje se convirtieron en estándar y nuevas armas y equipo se proporcionaron al francotirador. Hubo decenas de escuelas de francotiradores, las más famosas en Zossen y Seetaleralpe.
A medida que la marea de la guerra cambiaba los francotiradores alemanes asumieron un papel aún más crucial en la resistencia al avance aliado. A menudo eran dejados atrás para frenar o incluso detener los avances enemigos, aunque solo fuera por unas pocas horas, mientras el resto de las tropas retrocedían a nuevas posiciones. La táctica alemana implicaba que cada batallón usara sus 4-6 francotiradores para cubrir su retirada ya que una ametralladora sería detectada fácilmente mientras que los disparos a larga distancia eran más difíciles de detectar y frenaban durante más tiempo al enemigo obligándole a moverse con cautela y eliminar a los francotiradores.

#### Unión Soviética

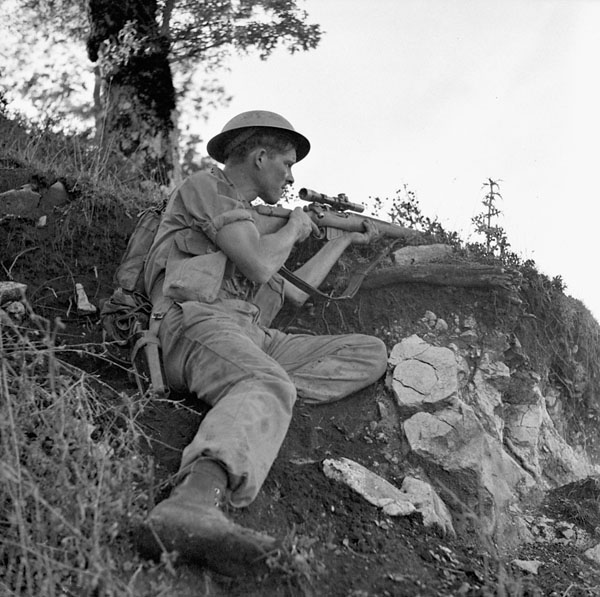
Francotirador canadiense en la Segunda Guerra Mundial.

Ante la invasión relámpago, el francotirador de la Unión Soviética tuvo que improvisar progresivamente la respuesta: comenzando por combates aislados y replegándose sobre el terreno ante el imparable avance enemigo, para pasar posteriormente a constituir un numerosísimo contingente bien instruido y muy eficaz en sus operaciones, estableciendo los equipos de «binomios» que se complementaban en todo momento. Muchos francotiradores soviéticos se convirtieron en leyendas y recibieron el título de Héroes de la Unión Soviética, la más alta condecoración. La propaganda del ejército soviético creó el culto al francotirador, además los francotiradores gozaban de privilegios que no estaban al alcance del resto de soldados de infantería. La propaganda soviética encontró en el francotirador el símbolo ideal, causaban terror entre los militares enemigos y eran un modelo para los soldados propios de efectividad y economía en combatir con el enemigo.
Desde 1932, los soviéticos emplearon el fusil reglamentario de su infantería, el Mosin-Nagant, dotándolo de miras ópticas (PU de 3,5 aumentos, que si bien cumplían con su cometido, resultaban de una calidad muy inferior a las Zeiss y Kahles del Ejército alemán). De calibre 7,62 mm, este fusil de cerrojo, algo incómodo y largo, era perfectamente comparable en potencia y precisión al Kar 98k. También se utilizó el Samorzaryadnaya Vintonvka Tokarev 40 (fusil semiautomático Tokarev-SVT), aunque su precisión no era como la de un fusil de cerrojo, tenía mayor cadencia de tiro y doble capacidad de munición.
Los soviéticos descubrieron que el puesto de francotirador se ajustaba bien para las mujeres, dado que eran pacientes, pequeñas por naturaleza y con una condición aeróbica mayor que el de los hombres, de tal manera que evitaban usarlas en combate cuerpo a cuerpo, algunas de ellas resultaron ser tan letales como sus pares masculinos, entre ellas se destacaron Roza Šánina(59), Ziba Ganiyeva (21), Liudmila Pavlichenko (309 bajas con especialidad en tiros a la cabeza), Nina Alexeyevna Lobkovskaya (89). La Escuela Central de Francotiradoras, próxima a Moscú y dirigida por Nora Chegodaeva, existía antes de 1941.
Los soldados elegidos para francotiradores recibían antes de la guerra un entrenamiento de tres semanas en alguna escuela de francotiradores. Allí aprendían a disparar, camuflarse, observar, orientarse en el terreno y a combatir en regiones boscosas o urbanas. Muchas escuelas se organizaron a partir de junio de 1941 en las unidades de combate debido a las necesidades de la guerra, aunque más enfocadas a tiradores selectos que a verdaderos francotiradores. Los francotiradores rusos siempre actuaban en parejas, formadas por observador y tirador que podían intercambiar sus papeles. Su objetivo más preciado eran los francotiradores enemigos para poder así actuar con libertad. Después estaban los oficiales y suboficiales y, por último, los servidores de las ametralladoras y morteros y observadores de artillería. Ocasionalmente varias parejas actuaban juntas para misiones especiales, como inmovilizar a una columna enemiga. Durante los primeros meses de la invasión alemana las inmensas bajas sufridas obligaron a acortar la duración del entrenamiento de francotiradores a solo unos días. Para paliar las carencias del entrenamiento los novatos en combate se emparejaban con un veterano que trataba de enseñarle a sobrevivir en combate antes de que el enemigo los matara.
En junio de 1941 el Ejército Soviético contaba con dos tipos de francotirador. Unos eran los asignados a la reserva del Alto Mando (RVGK) y los otros los asignados a las tropas de infantería. Los francotiradores del RVGK se organizaban en brigadas independientes. Durante las fases iniciales de la invasión alemana los francotiradores retrasaron el avance alemán, cobrándose decenas de víctimas cada día y quedando muchas veces desbordados por el avance y con ello siendo capturados o abatidos. Las batallas urbanas (en Odesa, Sebastopol, y sobre todo, Stalingrado), en edificios destruidos por los intensos combates y con la línea del frente poco definida se convirtieron en un lugar idóneo para los francotiradores rusos. Los soviéticos supieron aprovechar la infinidad de posiciones desde las cuales poder disparar y el eco de los disparos dificultaba detectar su posición. Los blancos más apreciados por los francotiradores soviéticos eran los oficiales y observadores de artillería, aunque los más frecuentes eran los soldados encargados de transportar las suministros y municiones al frente. En Stalingrado empezaron a darse los duelos con francotiradores alemanes, consideradas por los rusos objetivos de la mayor prioridad. Al final de la guerra cada pelotón contaba con dos soldados armados con fusiles de francotirador, aunque no se trataba de verdaderos francotiradores entrenados sino de tiradores selectos que paliaban el reemplazo de fusiles por armas automáticas de menor alcance. Fueron frecuentes los casos de francotiradores con decenas de muertes confirmadas. Iván Mijáilovich Sidorenko fue el francotirador del Ejército Rojo más letal durante la Segunda Guerra Mundial, responsable de unas 500 bajas confirmadas e instructor de docenas de francotiradores.

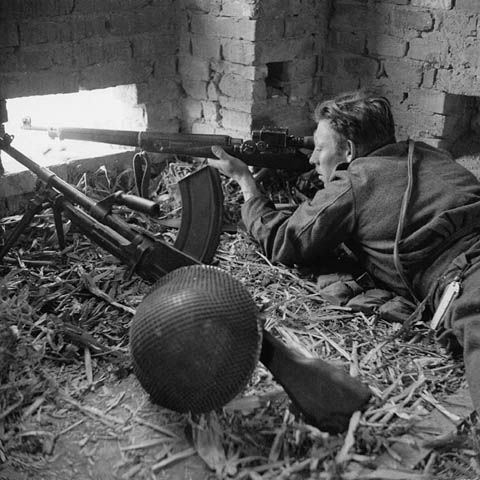
Francotirador canadiense en acción en Italia, 1944.

#### Japón
Tras enfrentarse en China a francotiradores entrenados por asesores alemanes, Japón creó su escuela de francotiradores y en 1938 entró en servicio el fusil Arisaka Tipo 97 para tiradores de élite provisto de una mira telescópica de 2,5x aumentos. Al igual que los marines, los francotiradores japoneses recibían entrenamiento también en reconocimiento y exploración. En combate se usaron versiones de francotirador de los fusiles estándar de infantería modelo Tipo 38 y Tipo 99, equipados con miras telescópicas. En el ejército se asignaba un francotirador por pelotón, aunque en algunos casos se hicieron equipos de francotiradores para retrasar el ataque enemigo. Pero la práctica habitual era que el francotirador actuara solo.
Debido a las necesidades de la guerra los francotiradores eran entrenados en el frente, y pocas veces eran voluntarios sino soldados con buena puntería señalados por sus oficiales. Los francotiradores japoneses actuaban de modo distinto a los europeos. Se emboscaban camuflados en el suelo, en la maleza o en las palmeras y esperaban a tener a los soldados enemigos a distancias inferiores a 50 metros antes de abrir fuego, de esta forma se aseguraban el blanco. Normalmente los soldados enemigos si eran veteranos terminaban rápidamente con el tirador japonés. Aunque eran denominados francotiradores por los aliados en muchos casos a lo que se enfrentaban no eran a verdaderos francotiradores entrenados. Para luchar contra los francotiradores japoneses, los estadounidenses recurrieron a varios métodos, desde perros rastreadores hasta bombardeos intensivos. En Kwajalein, un francotirador japonés detuvo el avance de una Compañía del 32 Regimiento de Infantería, hasta que artillería y aviación bombardearon el sector.

#### Estados Unidos
Antes de la guerra el Ejército de Estados Unidos contaba en la escuela de entrenamiento de Camp Perry con un breve curso de francotirador, casi sin formación práctica. Allí en Camp Perry se había establecido en la guerra anterior la Small Arms Firing School, donde los francotiradores fueron entrenados en una réplica de campo de batalla con trincheras y la ayuda de asesores canadienses y británicos con experiencia real de combate. En la instrucción de los soldados se enseñaba manuales teóricos, entre ellos el “SCOUTING, PATROLLING AND SNIPING”, que explicaba cómo se debían hacer misiones de reconocimiento del terreno además de los fundamentos de un francotirador. La pequeña escuela de francotiradores de Camp Perry se quedó pequeña y el ejército inició un programa de entrenamiento de francotiradores en Fort Bragg a finales de 1942. Con el inicio de la guerra los francotiradores del ejército se equiparon a partir de 1943 con el fusil Springfield M1903A3. Unos 28.000 fusiles de francotirador M1903 y A4 fueron recibidos por el ejército. Los cursos en la escuela de Infantería de Fort Bragg y en Camp Perry dejaban que desear en cuanto a técnicas de ocultación y observación. Ante la falta de suficiente personal que pasara por la formación oficial, diversas unidades del ejército organizaron sus propios cursos en el frente, también más centrados en habilidades de tiro que en camuflaje y otras habilidades también necesarias. Poco a poco, en Italia y en Francia, los francotiradores del ejército fueron ganando en experiencia y eficacia hasta que en 1945 probaron su valía en la lucha en las ciudades alemanas.

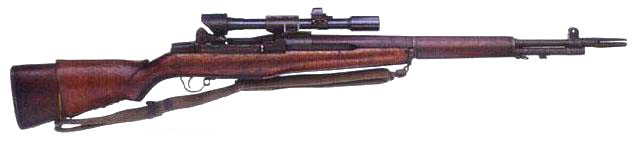
Fusil M1D Garand de francotirador, con mira M84.

El Cuerpo de Marines de los Estados Unidos había siempre fomentado el tiro de precisión, formando sobre el terreno a sus exploradores/francotiradores hasta que en diciembre del 1942 se abrió una escuela de francotiradores en Quantico para el cuerpo, seguida después por otra en San Diego. En el teatro de operaciones la necesidad se impuso y en Guadalcanal los Marines abrieron en septiembre de 1942 una escuela de francotiradores para lograr entrenar al menos dos soldados por cada compañía de fusileros, además de poder contar con francotiradores adicionales asignados a la División. La 2.ª División estableció también una escuela de francotiradores en Nueva Zelanda. Para abril de 1943 un equipo de 43 soldados debía formar el equipo de exploradores/francotiradores asignados a cada regimiento de Marines, aunque su doctrina de empleo variaba en función de la experiencia en combate de cada división. A diferencia del Ejército la Infantería de Marina no integró a los francotiradores en los pelotones como un arma de apoyo sino que prefirió formar pequeñas unidades independientes. En 1941 cada regimiento del cuerpo de Marines tenía un pelotón independiente dedicado a tareas de exploración/francotirador. Estos empleaban como fusil estándar la versión M1903A3 del fusil Springfield así como una versión propia equipada con mira Unertl y otras modificaciones, realizada por los armeros del USMC para los francotiradores a partir del Springfield M1903A1 en servicio. En su búsqueda de un fusil de francotirador adecuado los Marines llegaron a comprar 400 fusiles Winchester Modelo 70 en 1942, que acabaron destinándose a entrenamiento. Según algunos relatos varios Winchester Modelo 70 no autorizados fueron usados en combate durante las primeras etapas de la guerra en el Pacífico Sur. En los Marines el observador contaba con un subfusil Thompson o una ametralladora ligera BAR para proteger al tirador del equipo. Estos equipos daban apoyo de fuego y también realizaban misiones como exploradores detrás de las líneas enemigas. Como francotiradores buscaban minar la moral de los japoneses, eliminando de manera selectiva blancos como oficiales enemigos, observadores de artillería y francotiradores. También en las cabezas de playa eliminaron a francotiradores y servidores de ametralladoras. En el Pacífico se crearon grupos antifrancotirador dedicados a eliminar a los francotiradores japoneses. En el Pacífico también se empleó al final de la guerra la versión de francotirador del fusil semiautomático M1 Garand con visor Lyman de 2,2 aumentos.

#### Reino Unido y Commonwealth

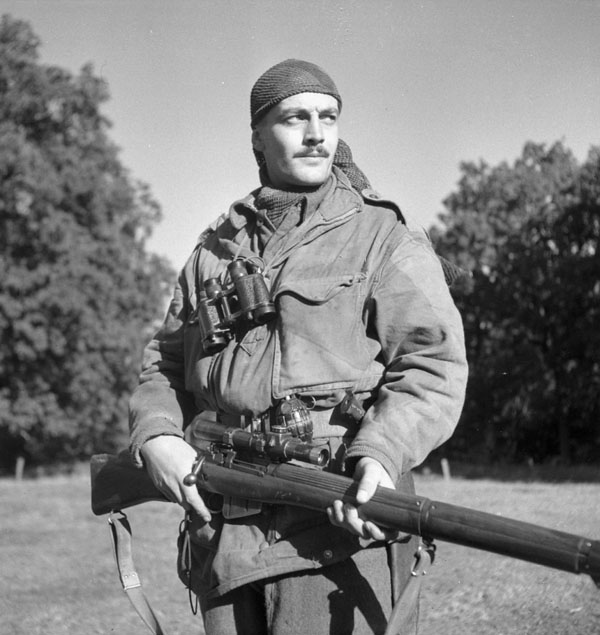
Francotirador canadiense en la Segunda Guerra Mundial.

Antes de la guerra se contaba con francotiradores, pero hubo que revisarse entrenamiento y armas. La necesidad de nuevos fusiles de francotirador hizo que se adaptara en 1942 el fusil Enfield n.º 4 Mk.I, adaptándole una mira telescópica n.º 32, que así se convirtió en el fusil de francotirador estándar con el nombre Enfield n.º 4 Mk.I (T). Su éxito hizo que después de la guerra fuera recalibrado para el cartucho 7,62 x 51 OTAN y continuara en servicio hasta comienzos de los años 1990 como fusil de francotirador L42A1.
Ante la experiencia adquirida en Francia y Noruega los británicos pronto abrieron escuelas de francotiradores, con un curso de 3 semanas. Allí aprendían camuflaje, técnicas de disparo, moverse con sigilo, etc. Se les enseñaba también a combatir con el equipo mínimo necesario. El camuflaje de un francotirador británico estaba basado tanto en los ghillie suits, chaquetas de camuflaje y redes miméticas. En Malasia y Nueva Guinea, los británicos y australianos sufrieron en sus carnes la efectividad de los francotiradores japoneses. Por ello las tropas de la Commonwealth dieron también mucha importancia a formar a sus francotiradores en tácticas contra francotiradores. De hecho las tropas de la Commonwealth fueron muy eficaces en operaciones francotirador planificadas, como demostró en Birmania en 1945 el empleo de equipos de francotiradores coordinados que acabaron con 296 francotiradores japoneses, perdiendo solo a dos francotiradores propios.
En 1943, cada batallón de infantería británico tenía asignado un pelotón de francotiradores, frente a la práctica anterior de asignar una pareja a cada compañía. Los francotiradores operaban con libertad y estaban además entrenados para explorar y obtener información de las posiciones enemigas.
Con los desembarcos en Sicilia e Italia de 1943, los francotiradores británicos y canadienses pudieron empezar a demostrar su pericia frente a los alemanes. Entre su equipo contaban con un telescopio de exploración, que les ayudaba a encontrar blancos desde distancias mucho más lejanas que el enemigo. En Normandía también se hubo de afrontar la amenaza de los francotiradores alemanes, muchas veces la mejor arma contra ellos fueron los francotiradores británicos y canadienses. En Normandía los francotiradores británicos también aprovecharon el terreno contra los soldados alemanes.
Los australianos también demostraron tener excelentes francotiradores, que causaron numerosas bajas entre los japoneses. Los primeros años las unidades de combate tuvieron que improvisar, basándose en la experiencia como cazadores de algunos soldados y las lecciones aprendidas en la Primera Guerra Mundial de algunos oficiales. A partir de finales de 1941 empezaron a contarse con fusiles de francotirador. Soldados australianos recibieron entrenamiento como francotirador en la escuela establecida en Palestina por los ingleses. Todo esto llevó a incluir en la organización del batallón una sección de francotiradores y se estableció una escuela de francotiradores en Australia.
Al terminar la guerra los ingleses dejaron abierta la escuela de francotiradores del Centro de Adiestramiento de Comandos (CTC), a cargo de Ia Real Infantería de Marina. Este centro sirvió de inspiración para la Infantería de Marina norteamericana. En la escuela se enseña cálculo de distancias, corrección del tiro, observación con visores, técnicas de infiltración y aptitud para el tiro.

#### Francia
Al igual que Gran Bretaña Francia empezó la guerra con los mismos fusiles de francotirador que había empleado en 1914-1918, la única mejora fue el empleo de miras APX21. Los Lebel M1886/93 fueron los fusiles más usados por los francotiradores franceses en 1939 y 1940. Teóricamente cada pelotón francés tenía asignado un francotirador, como arma de apoyo.
Los francotiradores de las fuerzas francesas libres emplearon los fusiles británicos SMLE n.º 3 MkI(T) y n.º 4 MkI(T). A partir de 1943 se equiparían con fusiles de francotirador Springfield 1903A4, con miras M73B, recibidos de Estados Unidos e idénticos a los del Ejército estadounidense. El ejército francés de la posguerra empleó en Indochina todos los tipos de fusiles de francotirador que llegaron a sus manos (Springfield 1903A4, M1D Garand, Gewehr 43, etc), hasta que la llegada de los fusiles de francotirador MAS49 con miras APX L806 puso orden a partir de 1953. Después de 1945 el ejército francés introdujo un francotirador en cada pelotón de infantería.

### Guerra de Corea
El terreno montañoso de Corea favorecía el disparo de largo alcance cuando se entró en la fase de guerra de posiciones. La Unión Soviética y la República Popular China entregaron grandes cantidades de fusiles de francotirador Mosin-Nagant a Corea del Norte durante la guerra de Corea. Tanto China como Corea del Norte recibieron además entrenamiento de francotirador por parte de asesores soviéticos.
Durante la guerra de Corea, Estados unidos reanudó la producción del fusil de francotirador M1C Garand, actualizando 4.796 fusiles producidos durante la Segunda Guerra Mundial. El Ejército y el Cuerpo de Infantería de Marina de EE. UU. adoptaron el M1C como su fusil estándar de francotirador, con modificaciones propias adicionales en el caso de los Marines. En primera línea de combate se empleó también como fusil de francotirador el Springfield M1903, por parte del ejército con miras telescópicas mejores que las empleadas en la Segunda Guerra Mundial, y el Winchester Modelo 70 en menor medida. Se hizo algún experimento poniendo una mira a una ametralladora M2. Los francotiradores de la Commonwealth emplearon a su vez el fusil Enfield No. 4 MK I(T). El entrenamiento de francotirador se retomó en los ejércitos occidentales, estableciéndose tras la guerra una escuela permanente en Estados Unidos durante un par de años. Entre los francotiradores de las tropas de la ONU destacan Chester “Chet” Hamilton (7.ª División del Ejército estadounidense), que abatió unos 40 enemigos con su M1D Garand en la batalla de Pork Chop Hill. Los Marines también contaron con buenos francotiradores, como el Sgt. John E. Boitnott y su binomio Pfc. Henry Friday, especializados en acabar con francotiradores enemigos. Friday hacía de cebo y Boitnott acababa con los enemigos que hubieran delatado su posición. Los australianos eran quienes mejor preparados estaban, ya que en cada compañía tenían algunos francotiradores. El sargento Boindot del Ejército logró 70 bajas confirmadas.
Consecuencia de la experiencia de Corea fue la mejora de habilidades de los francotiradores de EEUU y la creación de la primera escuela de francotiradores del Ejército de EEUU. El Army Marksman Training Unit se creó en 1954 pero sería disuelta en 1956. No sería hasta 1987 que se crearía de nuevo la escuela.

### Revolución Cubana
La guerrilla de Fidel Castro, en sus enfrentamientos con las columnas regulares, tuvo durante mucho tiempo un solo objetivo: matar al primer hombre en punta de vanguardia. Al cabo del tiempo, la desmoralización paralizó al Ejército, proliferando los consejos de guerra y las ejecuciones contra quienes se negaban a marchar primeros.

### Guerra de Vietnam
Este recurso fue empleado por las fuerzas regulares norvietnamitas. En un caso, un solo francotirador vietnamita logró infiltrarse dentro de la zona de aterrizaje de un grupo de Caballería estadounidense helitransportado y con un certero disparo, abatió al jefe de un escuadrón, introduciendo la inseguridad incluso dentro del perímetro defensivo. El francotirador no fue descubierto (combate del Valle Ia Drang, noviembre de 1965). En varias batallas, el Vietcong y el ejército de Vietnam del Norte emplearon francotiradores: Hué, Khe Sanh, etc. Fusiles Mosin-Nagant eran empleados por los francotiradores del Viet Cong y del ejército de Vietnam del Norte. Los tiradores selectos de las compañías de fusileros contaban con fusiles Dragunov. En el ejército norvietnamita había tres grupos de combate de 10 francotiradores asignados a cada Regimiento, que asignaba un pelotón para proteger a cada grupo de combate. Los francotiradores del ejército regular pasaban por un entrenamiento de tres meses, y entre sus funciones estaba entrenar a los francotiradores del Vietcong. Los helicópteros estaban entre los objetivos considerados más valiosos, pero también eran los más difíciles al dejar al francotirador expuesto al fuego de apoyo que cubría las zonas de aterrizaje.

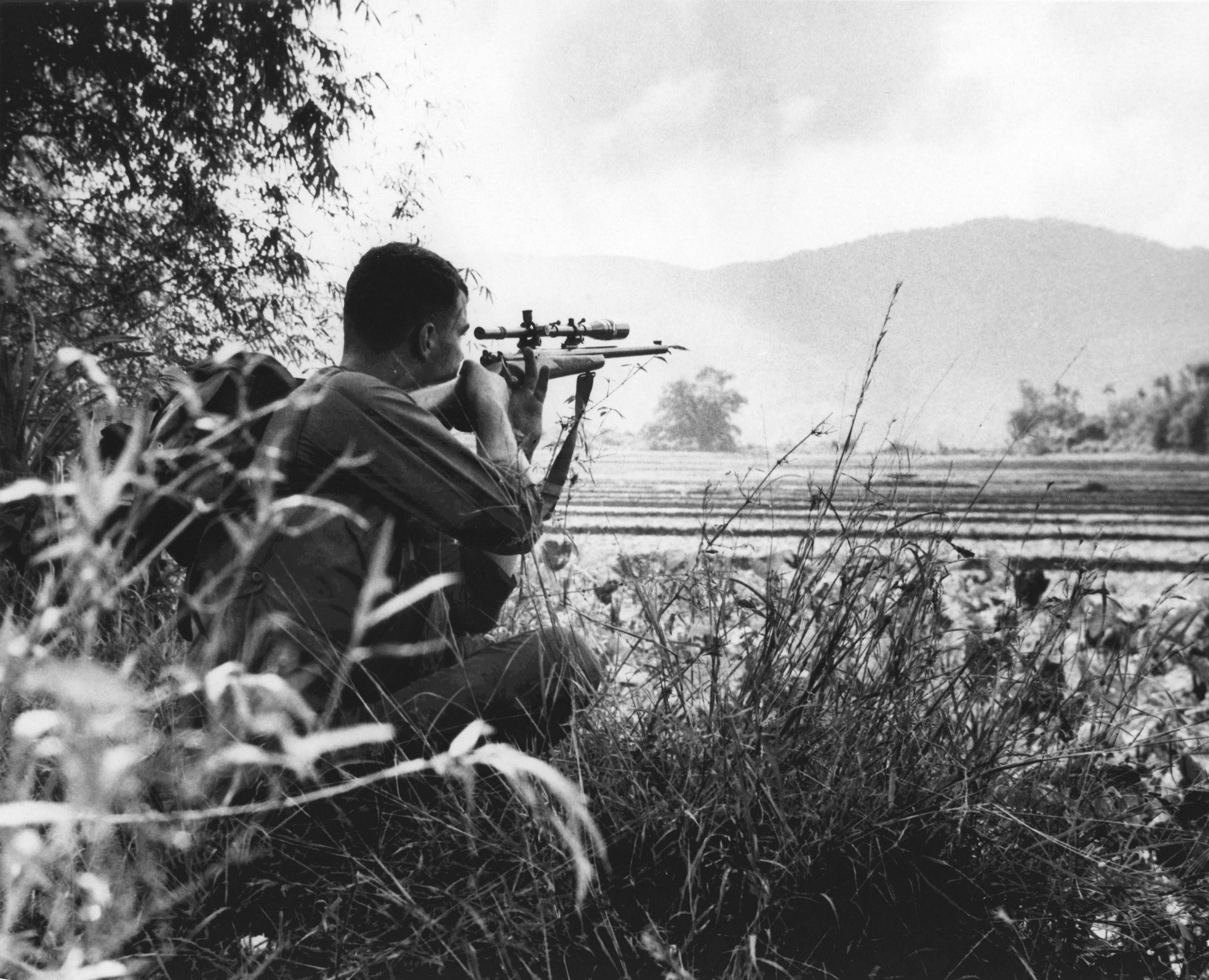
Francotirador de los Marines en Vietnam (1968).

Los estadounidenses también utilizaron francotiradores para hostigamiento, aunque la guerra les encontró inicialmente sin unidades, entrenamiento ni armas de francotirador. En 1965, los marines crearon en Da Nang una escuela de francotiradores. Los Marines pronto vieron que necesitaban un fusil de francotirador estándar y sus armeros adaptaron el Winchester Modelo 70 para ser usado en combate, denominándolos M40. En Vietnam muchos de los francotiradores de los Marines emplearon el M14 en lugar del M40 puesto que en la jungla las distancias eran pequeñas y la opción de tiro automática era útil en el caso de contacto cercano, emboscadas o combate urbano. Cada batallón de reconocimiento de los Marines contaba en Vietnam con cuatro grupos de francotiradores, cada uno con tres parejas. Los Marines solo aceptaban como francotiradores a aquellos soldados que ya tuvieran experiencia en combate.
En 1968 el ejército hizo lo propio, creando un programa de francotiradores dentro de la 9ª División de Infantería que luchaba en la zona del Delta del Mekong. Los armeros del ejército convirtieron fusiles semiautomáticos M14 para uso por francotiradores, creando el M21 SWS (Sniper Weapon System). Más tarde otras divisiones del ejército crearían también sus escuelas de francotiradores. Durante los primeros seis meses de 1969 los francotiradores del ejército estadounidense declararon haber abatido 1.245 enemigos. En la 9.ª división cada equipo de francotiradores se componía de una pareja de francotiradores y dos soldados que les daban protección y potencia de fuego. Ambos fusiles estuvieron en servicio como fusil estándar de francotirador hasta bien entrada la década de 1980.
En Vietnam se emplearon silenciadores, muy adecuados para disparo nocturno ya que eliminaban el fogonazo y la densa vegetación se encargaba de acallar el resto del sonido. Debido a las operaciones nocturnas se empleó por primera vez en combate un amplificador de imagen y un silenciador instalados en un fusil M14. Con este equipo los francotiradores podían alcanzar un blanco a 400 metros sin ser detectados. Al operar el ejército en las planicies del sur, con muchas plantaciones y terreno abierto, sus francotiradores tenían más oportunidades. Los francotiradores de los Marines operaban en un terreno boscoso y sin buenos campos de observación y tiro. Inicialmente los francotiradores se asignaron como apoyo a las patrullas, pero para ser más eficaces fueron liberados para operar libremente. Operaron tanto a corta como a larga distancia. Ejército y Marines reclamaron en Vietnam la muerte de unos 10.000 enemigos debido a sus francotiradores.
Durante su rotación en Vietnam como tirador selecto del US Army, el sargento Adelbert F. Waldron logró acabar con 109 enemigos, la cifra más alta de un francotirador estadounidense en Vietnam. Carlos Hathcock fue sin duda el de mayor prestigio, con 93 muertes confirmadas por el USMC. Se considera a Carlos Hathcock el precursor en la utilización de fusiles de calibre 12,7 mm como arma de francotirador, modificando una ametralladora Browning M2, a la que adosó una mira telescópica, lo que le permitió, hacer blancos a más de 2000 metros, que no eran posibles con los cartuchos 7,62 x 51 OTAN utilizados.

### Invasión de Granada
La actuación de los francotiradores del regimiento de Rangers y su uso eficaz del fusil M21 fue directamente responsable de reducir la voluntad de lucha de los defensores, atacando por ejemplo a los equipos de morteros enemigos. El temor a los francotiradores hizo que las fuerzas estadounidenses ordenaran bombardear una casa donde se creía que había francotiradores enemigos, pero por error se bombardeó un edificio donde se refugiaban soldados estadounidenses, causando 17 heridos, entre ellos uno mortal. En el equipo SEAL que trató de rescatar al gobernador británico el francotirador ayudó a mantener a raya a las tropas locales, causando varias bajas.

### Líbano
En 1975 comenzó la guerra civil, que vería numerosos combates urbanos donde los francotiradores fueron empleados por todos los bandos. En 1976 Beirut vivió la Batalla de los Hoteles, donde los edificios altos eran los puntos preferidos por los francotiradores. La guerra vio proliferar el uso del francotirador, que podía estar equipado con cualquier tipo de arma. La propia dinámica de la guerra hizo que quedaran solo los francotiradores más aptos.
En 1982 Israel invadió Líbano y al llegar a Beirut se enfrentó al combate urbano y los francotiradores palestinos. Los paracaidistas israelíes recurrieron a sus francotiradores en Beirut pero las unidades de infantería regular debieron recurrir a otras tácticas. Los israelíes introdujeron años después como consecuencia cambios en sus tácticas de combate urbano, aumentando el número de francotiradores y haciendo que estos apoyaran el despliegue de la infantería. La misma experiencia frente a los francotiradores locales la sufrieron las tropas multinacionales desplegadas en 1983. En el caso de los Marines se contó con sus equipos de francotirador para misiones contrafrancotirador. La experiencia de Beirut hizo que los marines estuvieran entre los primeros clientes de los fusiles Barrett.

### Guerra de las Malvinas
Durante la invasión argentina de las Georgias del Sur el sargento mayor Leach comenzó a disparar con su fusil de francotirador a la corbeta Argentina ARA Guerrico. Dirigió sus disparos a las cinco ventanas frontales del puente de mando. Los tres hombres en el puente se vieron obligados a agacharse detrás de las estructuras del barco para evitar ser alcanzados por los disparos precisos de Leach.
Los francotiradores argentinos usaron principalmente el fusil Mauser Modelo 1909 de fabricación local y el M14. La mayoría de los francotiradores no profesionales usaron fusiles FN FAL con mira telescópica y mira nocturna PVS-4, mejor que las Starlight británicas pero escasos entre los argentinos. Los francotiradores argentinos hicieron fuego preciso de noche con sus aparatos de visión nocturna. La actuación de un solo francotirador argentino detuvo, durante horas, el ataque de una compañía paracaidista británica en el monte Longdon. Sin embargo hay que decir que en el bando argentino los francotiradores más efectivos fueron soldados sin preparación especial, pero con buena puntería. Sin embargo esa falta de entrenamiento les pasó factura y muchos acabaron siendo capturados o eliminados por los británicos, algunas veces empleando a sus escasos francotiradores para acabar con ellos. Entre los pocos francotiradores argentinos conocidos se encuentra el Cabo de Infantería de Marina Carlos Rafael Colemil. El Regimiento de Infantería 25 desplegó algunos francotiradores, soldados profesionales que habían recibido entrenamiento. Los francotiradores no profesionales destacaron el la batalla del monte Longdon, donde lograron detener durante varias horas el ataque nocturno de los paracaidistas ingleses. Durante los combates por Monte Harriet los infantes de marina británicos fueron frenados por un francotirador no profesional, hasta que fue detectado y eliminado.
Los francotiradores británicos usaban en aquellos años el veterano fusil L42, que había dado buen servicio en numerosos conflictos (Borneo, Omán, Úlster, Adén, etc). Sin embargo los fusiles L42A1 debido a la vejez se atascaban con frecuencia y su mira telescópica quedaba empañada. Algunos optaron por emplear fusiles FAL argentinos. Los francotiradores británicos, más escasos de lo que según las plantillas deberían haber sido, se decidió que permanecieran con sus unidades, actuando como apoyo cuando eran requeridos para eliminar francotiradores argentinos u otras tareas. En Goose Green, los francotiradores británicos disparaban contra las troneras de los búnkeres para apoyar el ataque.

### Guerra de Afganistán (1978-1992)
Guerrilleros afganos, armados con viejos fusiles británicos Lee-Enfield, hostigaron a los soviéticos a distancias superiores a 800 m, siendo contestados por los tiradores selectos armados con fusiles Dragunov SVD y SVP. Los Dragunov fueron empleados como fusiles de francotirador, a pesar de sus limitaciones, de manera exitosa por fuerzas regulares y fuerzas especiales soviéticas. El sargento Vladimir Ilyin afirmó haber abatido a un comandante guerrillero a una distancia de 1.350 metros con su fusil Dragunov.
En el Ejército Soviético cada pelotón contaba con 22 hombres, entre ellos un soldado equipado con un SVD Dragunov, aunque en Afganistán se acabaron asignando tiradores adicionales al pelotón. Los guerrilleros afganos también acabaron adoptando el Dragunov como fusil de francotirador, equipándose con cargamentos de copias chinas y ejemplares egipcios que les llegaban a través de la frontera de Pakistán.
Hasta 1984 el entrenamiento de francotiradores en el Ejército Soviético estaba a cargo del regimiento, que seleccionaba a los mejores tiradores entre los reclutas. Allí se les instruía para atacar a oficiales, observadores de artillería, equipos antitanque y de ametralladoras y helicópteros en vuelo bajo. La experiencia en Afganistán enseñó que se necesitaba francotiradores mejor formados y más letales. En 1984, las escuelas regimentales se fusionaron en una escuela a nivel de ejército, y en 1987 estas se fusionaron en una escuela por distrito militar. Los cursos de francotirador se extendieron en duración.

### Conflictos en Latinoamérica y África
Durante la Crisis de Suez, los tiradores del 2ème Régiment Parachutiste Colonial emplearon sus fusiles MAS-36 con mira telescópica para eliminar francotiradores egipcios. En 1978, en Kolwezi los francotiradores del 2 REP volvieron a probar su eficacia, demostrándose el empleo de francotiradores muy valioso en esta y otras intervenciones militares francesas en África. En 1976 en Yibuti, todavía territorio francés, un equipo de tiradores de élite del GIGN abatieron simultáneamente y a una distancia de 180 metros cinco terroristas que tenían como rehenes los niños de un autobús escolar. A continuación el GIGN y 2e REP acabaron con 22 soldados somalíes y terroristas que les apoyaban.
Durante la intervención Cubana en Angola las tropas cubana se enfrentaron a la UNITA y al ejército de Sudáfrica. tanto las tropas regulares como fuerzas especiales cubanos emplearon los fusiles SVD Dragunov en combate.  
Para hacer frente a la ofensiva del gobierno las FARC establecieron un plan de entrenamiento de francotiradores. En el mercado negro se adquirieron fusiles Barret. Algunos de los primeros francotiradores de las FARC fueron entrenados por miembros de grupos terroristas europeos o de oriente medio.
En la guerra civil de El Salvador la guerrilla del FMLN recibió fusiles Dragunov con los que armó a sus francotiradores. A principios de 1989 aparecieron en combate fusiles Dragunov SVD-63. El Dragunov también fue utilizado en Nicaragua después de que el ejército guerrillero sandinista derrocara al dictador Anastasio Somoza en 1979. Fueron empleados en la guerra contra los Contras, grupos durante la década de 1980. El ejército sandinista entrenó a muchos soldados para usar el fusil Dragunov.

### Primera guerra del Golfo
Los Marines de los EE. UU. emplearon en la Operación Tormenta del Desierto francotiradores con fusiles Barrett de calibre 12,7 mm (.50), consiguiendo destruir vehículos blindados de mando y de reconocimiento iraquíes, a una distancia de 1600 m. Igualmente desplegaron unos 600 fusiles Remington M24, de 7,62 mm, con buenos resultados confirmados a una distancia de 1200 m.

### Guerra de Chechenia

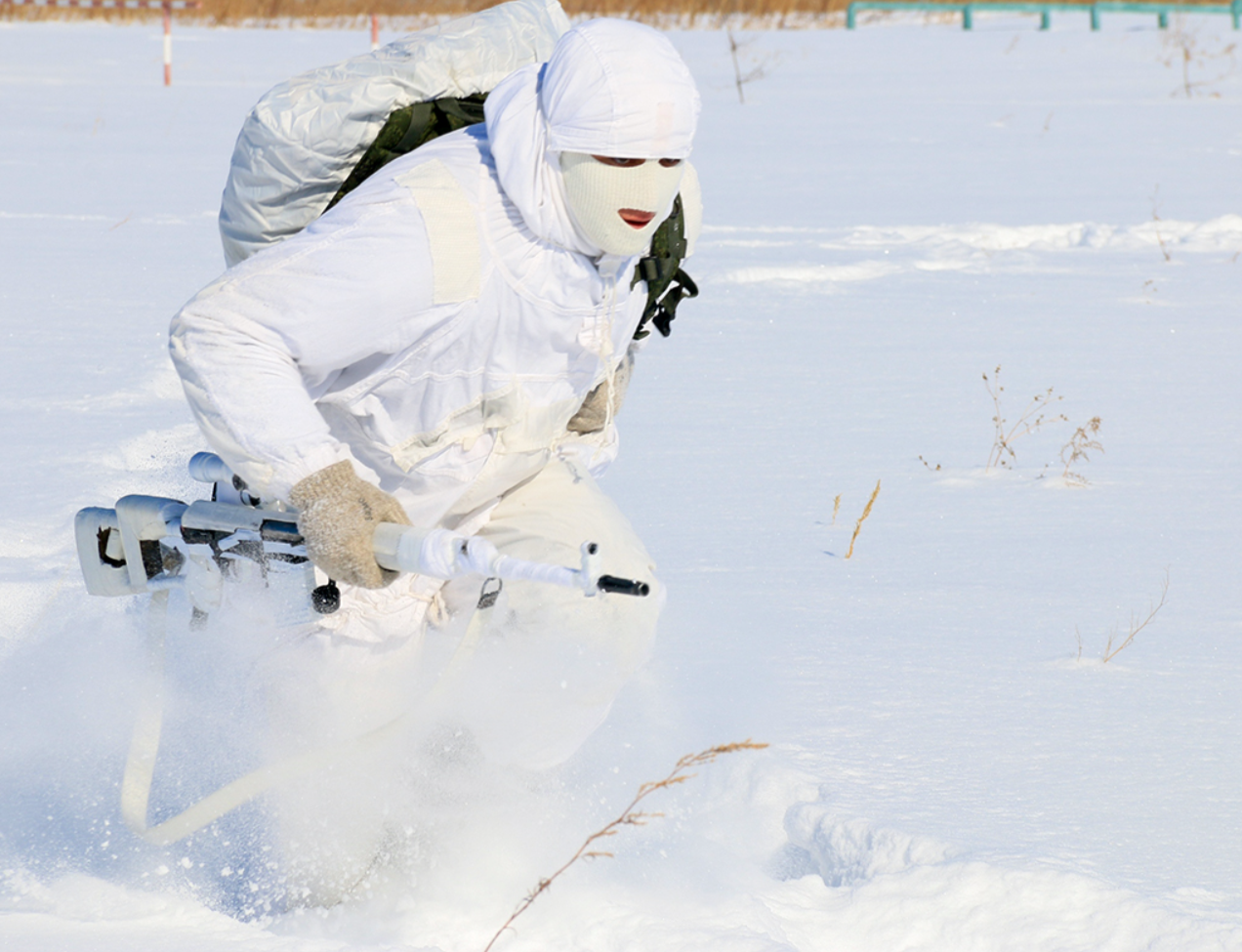
Francotirador ruso en camuflaje de invierno

Tras el conflicto en Chechenia los rusos tuvieron que reaprender las tácticas de combate urbano y francotiradores. Probaron armas y tácticas nuevas. El problema ruso era que sus tiradores se entrenaban para actuar como parte de un equipo, y no estaban preparados para eliminar francotiradores y preparar emboscadas. Cada pelotón ruso tenía un francotirador armado con un fusil SVD.
Al inicio de la guerra en Chechenia en 1994 Rusia contaba con los pocos francotiradores de la reserva (RVGK) y los tiradores de los pelotones. Los equipos del FSB y MVD estaban entrenados para acciones tipo policía y no para cazar francotiradores o la guerra. Los rusos tenían abandonado el entrenamiento de francotiradores militares. El fusil SVD empleado por los francotiradores rusos fue proyectado para apoyo de fuego a larga distancia y no para un francotirador puro, aumentando el alcance de fuego del pelotón de 300 m. hasta al menos 600 m. Pero el SVD era empleado por un tirador en solitario y sin observador para poder ajustar el fuego con eficacia, como es el caso de los verdaderos francotiradores.
Los chechenos conocían bien el terreno y tenían muchas armas de francotiradores. Bastaron algunos pocos francotiradores chechenos para conseguir detener a unidades rusas enteras. La batalla por Grozny duró más de 2 meses y en ella los francotiradores chechenos actuaban en solitario o como parte de un equipo armado además con ametralladoras PKM y lanzacohetes RPG-7, muy efectivos para combatir vehículos blindados. Mientras los tiradores con sus SVD y PKM disparaban a las tropas de apoyo de los blindados los chechenos armados con RPG disparaban a los blindados. Grupos de 4-5 equipos actuaban contra un único blindado. En las montañas los francotiradores chechenos combatieron junto a equipos de apoyo.
En 1999 se abrió una escuela de francotiradores en Rusia. Probaron varias combinaciones de equipos de 2-3 soldados con varios tipos de armas como PKM, RPG-7, SVD y fusil AKM. Varios destacamentos actuaban juntos para apoyo mutuo. Luego, volvieron a usar francotiradores de la RVGK. Actuaban en pareja con un equipo de apoyo de cinco soldados. Los rusos volvieron a invadir Chechenia en 1999, pero con esta vez contaban con equipos compuestos por dos o tres francotiradores junto con un equipo de seguridad de por lo menos cinco soldados. Estaban preparados para posicionarse de día y actuar de noche. 
Si en la Segunda Guerra Mundial la pareja de francotiradores estaba junta en la misma posición de tiro, en Chechenia quedaban separados pudiendo verse el uno al otro. Creaban emboscadas, disparando a distancias de 200-300 metros del objetivo. El grupo de apoyo quedaba cerca, a unos 200 m detrás y a unos 500 m. por ambos lados, en una posición camuflada. Se operaban una o dos noches y luego se volvía a la base. Los francotiradores rusos no tenían opción de rendirse y por eso, además del fusil de precisión, llevaban un fusil AK-74 o pistola. Contaban para el combate nocturno con gafas de visión nocturna, bengalas, granadas y radio. Una bengala roja era usada para solicitar fuego de artillería de apoyo en caso de problemas. Los rusos no actuaron con binomios observador/francotirador sino en grupos de uno a tres tiradores. Los blancos prioritarios eran los francotiradores chechenos y los operadores de RPEl. Les seguían los operadores de PKM y RPG-7. Pero en 1999 la norma era que los francotiradores rusos operaban siempre con escolta de infantes.
En 1999 el SV-98 era el nuevo fusil de precisión ruso. Tras la experiencia de Chechenia los rusos probaron varias combinaciones para aumentar la eficacia de los equipos de francotiradores. También el fusil KSVK fue empleado por unidades de Operaciones Especiales en Chechenia como fusil contrafrancotirador, al ser capaz de penetrar una pared de ladrillo o madera gruesa y eliminar al francotirador apostado detrás de ella.

### Israel
En la guerra de los Seis Días los paracaidistas debieron recurrir a adaptar fusiles Lee-Enfield, K98 y FN FAL para su empleo como fusiles de precisión. Las unidades regulares habían descuidado el entrenamiento de francotiradores, pero unidades como los paracaidistas intentaban mantener el entrenamiento y modificar armas para emplearlas como fusiles de precisión ante las necesidades del combate. Hacia 1955 se realizaba algún curso de francotirador, por entonces el arma empleada era el Enfield SMLE No.4, equipado localmente con miras y modificaciones en la culata.
Tras la guerra de 1967 los francotiradores egipcios acosaron los puestos israelíes de la línea Bar-Lev. El acoso fue cada vez mayor y obligó en 1969 a que el Teniente Coronel Eliraz diseñara un modo de combatir a los egipcios con francotiradores israelíes. Ante la falta de medios hubo de recurrirse a reservistas con experiencia en combate real como francotiradores. Algunos fusiles K98 fueron convertidos a partir de 1966 en fusiles de precisión.
En una operación antiterrorista en Maalot de 1974 el equipo de francotiradores del Sayeret Matkal asignado para eliminar a tres terroristas palestinos falló su blanco y como consecuencia los terroristas mataron a 22 niños durante el tiempo en que se asaltó el colegio. Debido a ello el entrenamiento de francotirador en las unidades especiales se intensificó. Un tercio de los 30.000 fusiles M14 como parte de la ayuda de EEUU de la guerra de 1973 acabaron convertidos localmente en fusiles de francotirador. Se les montaron miras Wild Heerbrugg desmontadas de los fusiles K98 y una década después se actualizaron con nuevas miras Nimrod. En 1980 se compraron fusiles Mauser SP66 para complementar o reemplazar los M14 y Mauser K98k entonces en servicio como fusiles de francotirador. Como consecuencia de la experiencia en combate en Líbano el ejército israelí volvió a prestar atención a la figura del francotirador, solo realmente apreciada hasta entonces por las unidades de élite de Israel. Como parte de esta reorganización se incorporaron fusiles M14 SWS y todos los soldados de infantería reciben desde entonces entrenamiento para disparar con precisión. Además en cada batallón se cuenta con un equipo de soldados que han recibido entrenamiento de francotiradores y cuentan con fusiles de precisión. El resto de francotiradores están en unidades especiales. En Israel, las unidades especiales y las brigadas de infantería ligera cuentan con un mínimo de 5 tiradores de precisión por sección, armados con fusiles de asalto dotados de miras telescópicas.
Israel además encontró utilidad al empleo de francotiradores contra los palestinos. El uso de francotiradores frente a manifestantes por parte del ejército israelí se puso en práctica en 2011 en la frontera del Líbano, en unos incidentes que dejaron 15 muertos. Ante los enfrentamientos de Gaza y Cisjordania, el ejército israelí desplegó desde entonces docenas de francotiradores en los puntos más calientes, muchos de ellos procedentes de unidades especiales. También en la lucha contra Hezbolá en Líbano los francotiradores israelíes han demostrado su utilidad. Fruto del éxito israelí es la aparición en Gaza de francotiradores entrenados y equipados por Irán.

### Sudáfrica
En varias ocasiones francotiradores de las tropas especiales de Sudáfrica eliminaron a rebeldes del movimiento 23 de marzo que se enfrentaban a tropas de la ONU en la República Democrática del Congo. En una ocasión el blanco fue impactado a una distancia de más de 2000 metros, empleando un fusil Denel NTW-20.

### Afganistán
En Afganistán los ejércitos occidentales han desplegado francotiradores para proteger a su infantería y contestar a los disparos de la guerrilla de los talibanes, tradicionalmente grandes tiradores. En Afganistán muchos enfrentamientos se producen a distancias mayores a las habituales, en ellos el francotirador puede suplir las carencias del cartucho 5,56 x 45 OTAN. Además de explorar el terreno y evitar emboscadas, el empleo de francotiradores permite recurrir con menos frecuencia al apoyo aéreo, con sus riesgos de daños colaterales en civiles y tropas propias. De esta modo se contrarresta la táctica talibán de atacar a la mayor distancia posible (empleando morteros, ametralladoras, lanzacohetes y francotiradores) y retirarse antes de que llegue el apoyo aéreo o artillero. Prácticamente todos los países de la OTAN han incluido equipos de francotiradores en sus despliegues en Afganistán.
Afganistán ha visto récords mundiales en disparo de precisión. Rob Furlong, cabo del Ejército de Canadá, abatió a un combatiente a 2.430 metros durante la “Operación Anaconda” en 2002, empleando un fusil McMillan Tac-50.
Las fuerzas aliadas en Afganistán han experimentando varias bajas en sus filas producidas por disparos de tiradores de precisión talibanes. Se han dado casos en que un francotirador mató a dos soldados británicos con una sola bala disparada con un viejo fusil Lee-Enfield. Los Marines y SAS/SBS desplegaron equipos de contrafrancotiradores para hacer frente al incremento en los ataques de francotiradores talibanes, hasta 1000 ataques solo en julio de 2009. Entre los estadounidenses se ha distribuido entre los pelotones gran número de fusiles M14 de francotirador para dar más apoyo de fuego a gran distancia. La calidad de los francotiradores talibanes ha ido mejorando, uniéndose a la tradicional presencia de buenos tiradores equipados con viejos fusiles Lee-Enfield la aparición de francotiradores entrenados y equipados con mejores armas de precisión.

### Irak
El tirador de los Royal Marines, Matt Hughes durante la invasión de Irak en 2003 abatió a un francotirador enemigo. El viento estaba soplando tremendamente. Además, Hughes solo tenía una oportunidad, ya que el blanco estaba protegido y a poco más de 860 metros de distancia. Durante la invasión, la aviación y artillería aliada bombardearon los edificios donde se parapetaban los francotiradores iraquíes. 
Los primeros años de ocupación en Irak los francotiradores estadounidenses consiguieron muchas muertes confirmadas. Luego los insurgentes adaptaron sus tácticas y los aliados se anotaron menos enemigos abatidos. Pronto Estados Unidos y Gran Bretaña vieron la utilidad que los francotiradores podían tener en las tareas de ocupación, como por ejemplo empleando los fusiles Barrett para detener vehículos suicidas. Los soldados estadounidenses pronto incorporaron francotiradores en sus tácticas de contraguerrilla urbana, imitando el ejemplo israelí. En la batalla urbana de Faluya en 2004 los Marines emplearon con éxito sus francotiradores contra los insurgentes  El sargento del ejército Jim Gilliland mató con su fusil M21 en Ramadi en 2005 a un tirador enemigo a 1.250 metros de distancia, el impacto más lejano obtenido con munición de 7,62 milímetros. Algunos de los diez francotiradores del equipo de Gilliland llegaron a matar a diez personas al mes, abatiendo el equipo a unos 200 en 6 meses. Los francotiradores actuaron en apoyo a la infantería en lugares peligrosos como Faluya o Ramadi.
El ejército de EEUU creó los small kill teams (SKT) que se encargaban de eliminar a los insurgentes que colocaban explosivos y a los que atacaban con morteros y cohetes. Su éxito se debió a que sus francotiradores podían reaccionar rápidamente al detectar amenazas y eliminarlas sin crear daños colaterales. Cada SKT contaba con 4-6 soldados, ya que también contaba con soldadados que se encargaban de la seguridad y comunicaciones dando potencia de fuego suficiente por si fuera necesario. Los SKT se encargaban de obtener información, acosar a los insurgentes y acabar con ellos y su equipo. También podían atacar a la insurgencia y se coordinaban con una  Quick Reaction Force para atacar al enemigo si era necesario.
Miles de fusiles de francotirador SVD fueron capturados durante la invasión en 2003, pero las fuerzas de Saddam habían almacenado armas en escondites secretos. Los francotiradores insurgentes no tenían miras nocturnas, y solo llevaban el fusil y un cargador para poder escaparse más fácilmente. Los francotiradores insurgentes solían ser un civil o un exmilitar armado con fusil de precisión, generalmente un SVD. Los francotiradores cualificados eran pocos, aunque mortales. En algunas ocasiones se trataba de francotiradores extranjeros, voluntarios o mercenarios. Batallas como la de Faluya vieron como se empleaban las mezquitas, cuyos minaretes fueron ocupados por francotiradores de la guerrilla, o en el caso de Samarra estadounidenses.
Con el enemigo vestido con ropas civiles y huyendo rápidamente tras cada ataque las tropas estadounidenses pasaron a usar kits policiales para saber quien había disparado armas. Los civiles iraquíes eran recompensados si indican los escondites de francotiradores. La táctica antiguerrilla estadounidense aprendió pronto a hacer uso eficiente de los francotiradores. Los SAS británicos emplearon francotiradores para acabar con terroristas suicidas, con bombas adosadas a su cuerpo.
En 2004 la batalla de Nayaf dio comienzo de modo abierto cuando un francotirador iraquí alcanzó al capitán estadounidense Matthew Eddy, que se encontraba en la azotea de la base. Desde ese momento las milicias iraquíes trataron de tomar la base española de Al Ándalus. Los francotiradores del M.O.E. español tomaron posiciones y comenzaron a actuar. Los francotiradores españoles localizaron al francotirador que abatió a un estadounidense e hirió gravemente a dos soldados, utilizando un fusil Barrett fue eliminado. A lo largo de la batalla, los tiradores del M.O.E. causaron 3 bajas más confirmadas. El edificio del hospital de Nayaf que, con su altura dominaba el campamento español, fue asaltado por tropas salvadoreñas.
El combate urbano en Irak hizo que las distancias de disparo fueran menores a lo habitual y las ciudades ofrecían numerosos escondites y lugares elevados donde podían apostarse los francotiradores. Asimismo en las ciudades se corría el peligro de ser rodeados por la guerrilla local, por lo cual muchos francotiradores prefirieron fusiles semiautomáticos o se equiparon con M16 para protección personal. Una emboscada en Ramadi en 2004 y otra a un equipo de seis francotiradores de los Marines en Haditha en 2006 llevó a los francotiradores a operar empotrados en grupos más grandes, para contar con protección.
El Ejército estadounidense entrenó a las tropas estadounidenses en Bagdad como francotiradores. Realizaban cursos de cuatro semanas. En Irak los francotiradores americanos protegían las instalaciones petrolíferas desde helicópteros UH-60, armados con fusiles M24 o M107. Esta táctica había ya sido usada en Vietnam. Los francotiradores británicos del SAS y SBS llegaron a un alto nivel de excelencia en disparar desde helicópteros. Los francotiradores eran también usados para apoyar patrullas, destacándose por delante de ellas, y detectando personas locales sospechosas y artefactos explosivos improvisados. Las potentes miras permitían a los francotiradores buscar objetivos y amenazas desde puntos que dominaran el paisaje urbano. En cuanto a armas el fusil Barrett demostró ser ideal tanto para detener vehículos como para la destrucción de artefactos explosivos improvisados a distancias seguras. Además se empleó para atacar tiradores apostados, especialmente detrás de bloques de hormigón o muros de ladrillo. Las menores distancias y necesidad de autoprotección favorecieron el uso de fusiles semiautomáticos por parte de francotiradores.

### Guerra contra Daesh
Los francotiradores de la Policía Federal y ejército iraquí, se distinguieron en la lucha, consiguiendo matar a decenas de miembros del Estado Islámico (EI). Destacaron sobre todo en la lucha urbana que tuvo lugar en numerosas ciudades iraquíes. El EI también dispuso de francotiradores con los que se enfrentó a los soldados iraquíes.
Los países occidentales destacaron soldados, entre ellos francotiradores, para apoyar a los iraquíes. En 2015 un francotirador del Special Air Service acechó durante horas en Mosul a un francotirador del Daesh que había acabado con varios soldados de las fuerzas de seguridad iraquíes. Cuando el francotirador quedó expuesto, el tirador británico logró darle muerte aunque se encontraba a más de 2 kilómetros de él. Otro francotirador del Escuadrón G del SAS eliminó a un jefe del Estado Islámico con un disparo efectuado durante la noche y a 1600 metros.

### Ucrania
Al comienzo del conflicto del Donbass, en 2014, los francotiradores ucranianos estaban equipados principalmente con fusiles Dragunov SVD. Los Dragunov era aceptados que no eran efectivos contra objetivos muy distantes, aunque eran más que adecuados para combate urbano. El francotirador nunca había sido prioritario en el ejército de Ucrania, solo la unidad de spetsnaz y los Regimientos de Operaciones Especiales 3.º y 8.º daban importancia al papel del francotirador. Además las tropas especiales habían comprado armas de francotirador occidentales antes de 2014. Ucrania contaba también con fusiles semiautomáticos Fort-301, copia local del fusil de francotirador Galil israelí. Los Fort-301 se empleaban para apoyo de fuego de pelotón, siendo empleados por la Guardia Nacional.
Así, no es extraño que un francotirador del 3.º Regimiento reclamara haber efectuado el primer disparo en combate en mayo de 2014, cerca del aeropuerto de Donetsk. El hecho de que francotiradores apoyaran a la milicia prorrusa hizo que Ucrania comprara armas para sus francotiradores, con mayor alcance y con letalidad. A finales de 2014, llegaron fusiles Barret M82A1/A1M y M82A3, con los que Ucrania contaba desde 2010. El Barrett y su cartucho de 12,7 mm permitió acabar con francotiradores y combatientes de las milicias a distancias de más de 1000 metros. Los ucranianos además comenzaron el entrenamiento de francotiradores, con ayuda de asesores de países de la OTAN, de modo que las formaciones regulares también los incluyeran en sus filas.
Las milicias también buscaron mejorar, así sus francotiradores recibieron fusiles Orsis T-5000 de fabricación rusa. Según algunas fuentes la milicia cuenta con francotiradores provenientes del ejército ruso, o al menos entrenados en Rusia. El francotirador más famoso empleó un T-5000, el serbio Deyan «Deki» Beric. Para contrarrestarlos Ucrania se dotó de miras térmicas, que permiten detectar y acabar con los francotiradores y combatientes de la milicia de día, noche y en cualquier tiempo. Resultado de los años de guerra y diversas fuentes de suministro es una gran variedad de armas de francotirador en ambos bandos.

### Guerra civil siria
El francotirador también ha sido inevitable en la guerra en Siria, contando todos los bandos con ellos. La violencia indiscriminada desatada ha hecho que la población civil sea quien más bajas ha sufrido por los disparos de los francotiradores. Las armas empleadas por los francotiradores van desde viejos Mosin-Nagant hasta modernos fusiles de precisión, de las procedencias más diversas. También han sido muy popular con los años el empleo de fusiles antimaterial, siendo el fusil OSV-96 ruso y el iraní AM50 los de uso generalizado en Siria.
Los rebeldes sirios recurrieron pronto a francotiradores, que se formarían en combate, para detener el avance del gobierno y compensar la debilidad rebelde. Los disparos de francotiradores rebeldes se dirigían muchas veces a los mandos y vehículos encargados de abastecer a las fuerzas gubernamentales. En los numerosos combates urbanos los francotiradores proliferaron.
Al principio de la guerra civil, al no existir demasiados puntos de observación en las partes altas de los edificios ni suficientes francotiradores, los atentados suicidas eran frecuentes en las ciudades, logrando atacar con éxito controles y concentraciones del gubernamental Ejército Árabe Sirio. Este tenía en los inicios pocos francotiradores y solo disponía de fusiles antiguos de francotirador, Dragunov y el DRM (copia china del M14 estadounidense). Posteriormente, los iraníes suministraron su copia local del Steyr HS.50 y los rusos enviaron lotes de fusiles Orsis T-5000 y KSVK. Con la ayuda de asesores iraníes y rusos el Ejército Árabe Sirio creó una escuela de francotiradores. El gobierno también contó con la ayuda de francotiradores extranjeros, que reforzaron sus filas. Al igual que en otras guerras la mejor arma contra los francotiradores se descubrió pronto que eran otros francotiradores.

## Francotiradores militares

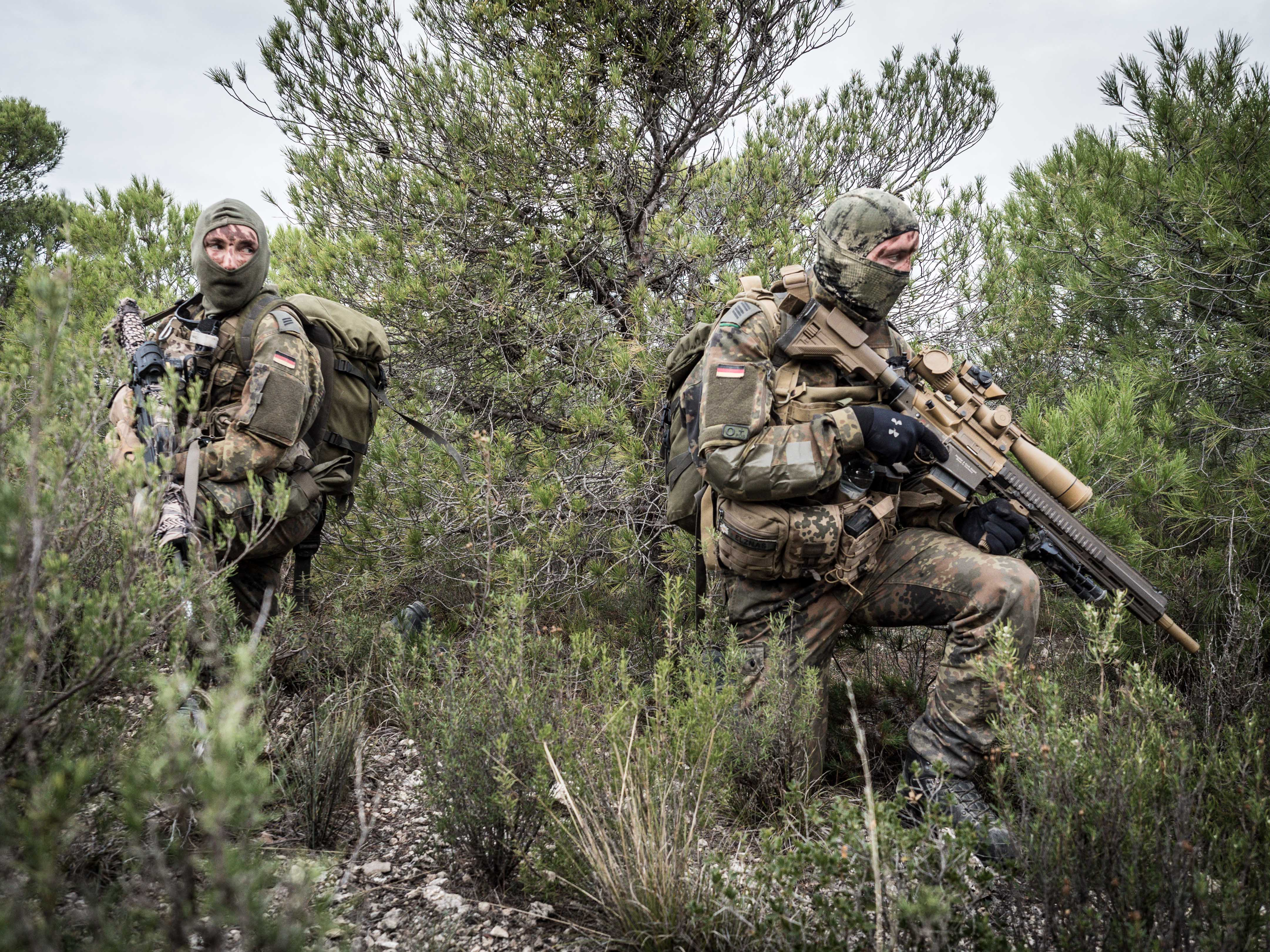
Equipo de francotirador alemán. Fotografía tomada en España durante las maniobras de la OTAN Trident Juncture 15.

Los países tienen distintas doctrinas militares con respecto a los francotiradores en unidades militares, escenarios y tácticas. Generalmente, la meta de un francotirador en guerra es reducir la capacidad de lucha del enemigo abatiendo un número pequeño de blancos importantes, como son los oficiales.
Las doctrinas militares soviéticas y derivadas incluyen pelotones de francotiradores que suelen ser denominados «tiradores de élite» o «infantería asignada». Esto es porque su habilidad se perdió entre las tropas ordinarias cuando empezaron a utilizarse los fusiles de asalto.
Los francotiradores del Reino Unido, Estados Unidos y doctrinas derivadas tienen desplegados a equipos de dos hombres, que consisten en un francotirador y un observador. Ambos tienen diferentes funciones y, por lo tanto, su asignación corresponde a sus habilidades, pero es una práctica común que se intercambien los papeles para evitar la fatiga ocular.
En combate la misión principal es neutralizar objetivos de gran valor y alta rentabilidad. Otra de las labores que realizan es la de recopilar información, ya que trabajan de forma muy discreta, al acecho, y evitando ser vistos por el enemigo. Las tareas típicas incluyen por tanto reconocimiento, vigilancia, eliminar francotiradores enemigos, eliminar oficiales enemigos, seleccionar objetivos de oportunidad e incluso eliminar equipo militar, lo que requiere el uso de fusiles de grandes calibres, como aquellos que utilizan los cartuchos .50 BMG y .338 Lapua Magnum. Recientemente se ha demostrado que los francotiradores son útiles en las fuerzas estadounidenses y británicas en la guerra de Irak como fuego de apoyo para cubrir el movimiento de tropas, especialmente en zonas urbanas.
En las guerras yugoslavas y en el sitio de Beirut, el término «francotirador» hacía referencia a soldados que aterrorizaban a civiles. Durante el sitio de Sarajevo, la calle principal de la ciudad se conoció como la Avenida de los Francotiradores, donde estos hirieron a 1.030 personas y mataron a 225 personas.

## Francotiradores policiales
Las fuerzas policiales suelen desplegar francotiradores en escenarios con rehenes. Estos francotiradores están entrenados para actuar como último recurso, cuando hay una amenaza directa a la vida. Los francotiradores de la policía actúan generalmente en distancias más cortas que los francotiradores militares.

## La consistencia del francotirador

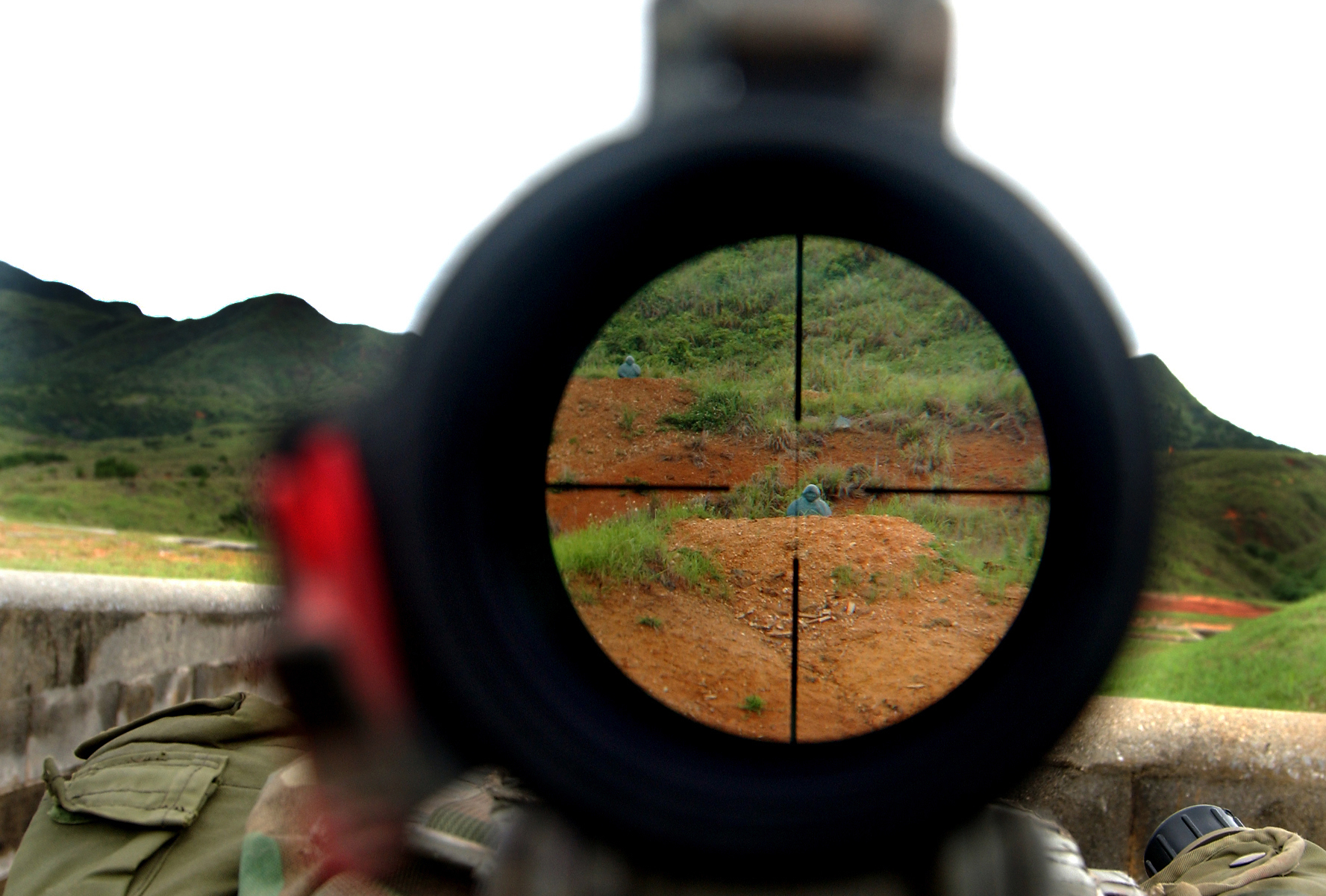
Visión a través de la mira telescópica de un fusil de francotirador.

La clave del francotirador es la consistencia, que se aplica tanto al arma como a la persona. Mientras que la consistencia no asegura necesariamente la exactitud (que requiere entrenamiento), el disparo del francotirador no puede ser preciso sin la consistencia.
Aunque siempre hay un grado de aleatoriedad debido a la física de las balas y las explosiones, un fusil de precisión debe limitar este efecto. Cuando se dispara desde una posición fija, todos los disparos deben estar extremadamente cercanos, incluso a distancias largas. Igualmente, un francotirador debe tener la capacidad de estimar el alcance, el viento, la elevación y cualquier otro factor importante que pueda alterar el disparo. Los errores en la estimación pueden reducir la letalidad del disparo o incluso fallar completamente.
Los francotiradores generalmente prefieren regular sus armas a la distancia del blanco, aunque esto también se puede hacer en el lugar. Esto es donde el francotirador regula su fusil con su mira telescópica a una distancia en particular para que pueda disparar con fiabilidad de alcanzar a su blanco. Un fusil debe mantener su reglaje en el campo, o ser regulado antes del siguiente objetivo. Una vez regulado, el fusil puede ser ajustado a otras distancias para otras estimaciones dependiendo del viento, los cálculos y las características de la mira telescópica.
La necesidad militar de la consistencia es la más alta cuando el francotirador está disparando contra un enemigo que no se ha percatado de la presencia de este. En este punto, los blancos prioritarios, tales como francotiradores enemigos, oficiales y equipo crítico, son los más prominentes y pueden ser apuntados más exactamente.
Una vez que se realiza el primer disparo, cualquier enemigo superviviente intentará buscar protección o localizar al francotirador, por lo que atacar blancos estratégicos llega a ser más difícil o imposible.
La necesidad para el francotirador policial de consistencia es alta en situaciones con rehén. Realizar un disparo fallido que no incapacite inmediatamente a la amenaza, puede dar como resultado la muerte de rehenes y provocar que el agresor deje las negociaciones y busque protección.

## Entrenamiento del francotirador

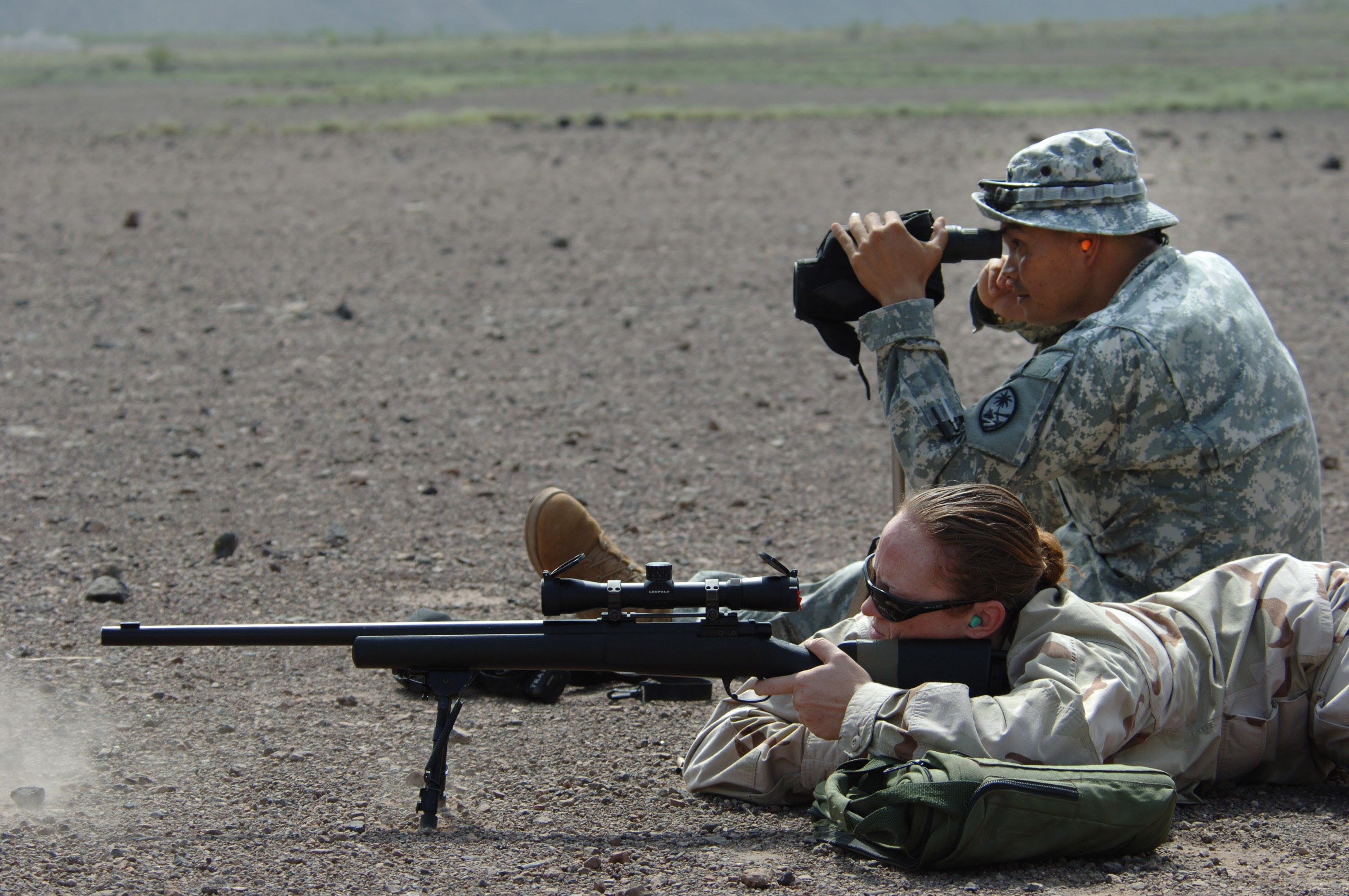
Ejercicio de entrenamiento.

El entrenamiento es esencial para conferir al francotirador las habilidades necesarias para realizar sus tareas con éxito. El entrenamiento del francotirador militar enseña a mejorar el camuflaje y la ocultación, el acecho y la observación, así como el disparo de precisión bajo un amplio rango de condiciones operacionales.
Los francotiradores son voluntarios aceptados para el entrenamiento de acuerdo a su aptitud percibida por sus comandantes. Los francotiradores militares pueden ser entrenados como controladores aéreos en el frente para dirigir ataques aéreos militares, como oficiales de observación en el frente para indicar los objetivos a la artillería y como controladores de fuego de mortero.
Los francotiradores son entrenados para apretar el gatillo con la superficie del dedo hacia atrás, a fin de evitar que el arma se mueva. La posición con más precisión es tumbado (decúbito), con una bolsa de arena apoyando la culata y la mejilla pegada a esta. En terreno se puede utilizar un bípode en su lugar.
Los Royal Marines imparten el curso de francotirador más duro. El francotirador necesita un cierto tipo de personalidad ya que a veces tiene que trabajar solo durante periodos largos y en condiciones duras en lo físico y psicológico. Debe tener un cociente intelectual alto, tener iniciativa, confiar en sí mismo y poseer bastante sentido común, así como un instinto innato de cazador.

## Puntería
La distancia del blanco se medirá o estimará tan precisamente como las condiciones lo permitan. Los telémetros láser pueden ser utilizados, pero no es una preferencia en el campo de batalla, porque un láser puede ser visto tanto por el emisor como por el receptor.
Un método útil es comparar la altura del blanco (o de objetos cercanos) con su tamaño en una mira telescópica calibrada por puntos, o tomando la distancia conocida y emplear una cierta clase de medida para determinar la distancia adicional.
Para determinar la distancia al blanco sin un telémetro láser, el francotirador debe usar una recta de puntos en milirradianes (mil) para encontrar con exactitud el alcance. Los puntos mil se usan como una regla de cálculo para medir la altura del objetivo, y conociendo esta altura, se calcula el alcance.
A grandes distancias, la caída de la bala por la gravedad tiene un papel importante. El efecto puede ser estimado desde una carta que puede ser memorizada o pegada en el fusil, aunque algunas miras telescópicas vienen con un sistema de compensación que solo requiere que el alcance sea reajustado. Estos sistemas se ajustan tanto a una clase específica de fusil como a la clase de munición utilizada.
Disparar en una posición alta o baja puede requerir más ajustes debido a los efectos de la gravedad. El viento también influye y se suele emplear la inclinación de objetos al viento para determinar la velocidad y dirección y apuntar correctamente.
Para objetivos en movimiento, el punto del blanco se sitúa en la parte lateral. Esto se conoce como «conducir al blanco» o «tiro por adelantado», donde la cantidad de desviación depende de la velocidad y el ángulo del blanco. Conocer con anticipación la conducta del objetivo es necesario para realizar un disparo con precisión.

### Fusil de francotirador

Entrenamiento con el fusil de cerrojo M24.

Los fusiles de francotirador históricos solían ser los fusiles estándar de cada país. Entre ellos se incluían al K98k alemán, el Springfield 1903 y el M1 Garand estadounidenses, el Mosin-Nagant soviético, el Krag-Jørgensen noruego, el Arisaka Tipo 97 japonés y el Lee-Enfield n.º 4 británico. Eran seleccionados porque eran, y en algunos casos son, los modelos más precisos.
Los fusiles de francotirador modernos son especialmente construidos para este propósito. El objetivo principal es que el fusil pueda realizar el primer disparo dentro de un ángulo de un minuto de arco. La mayoría incluyen características especiales para este propósito, incluyendo construcciones con alta tolerancia y componentes precisos.
Los tres fusiles de francotirador más conocidos en el Ejército de los Estados Unidos son el M24 SWS, el M40 del Cuerpo de Marines de los Estados Unidos y el británico L96/AWM. El M24 y el M40 son fusiles de precisión construidos a partir del fusil de cerrojo civil Remington 700. El británico L96/AwM fue diseñado por Malcolm Cooper, un tirador olímpico.
Las miras de los fusiles de francotirador son casi siempre aumentadas. La retícula de la mira telescópica a menudo contiene otras marcas además de la cruz de puntería. Algunas marcas sirven para estimar la distancia, o para ajustar la distancia dependiendo de la altitud y el ángulo.
Las miras telescópicas no suelen superar los once aumentos; en algunos casos solo llegan a tener tres aumentos. Los fusiles para la policía suelen tener un zum ajustable, ya que el aumento reduce el ángulo de visión. Otras miras incorporan adaptadores de intensificación de la imagen para operaciones nocturnas.
Los fusiles semiautomáticos son menos comunes que los accionados por cerrojo, como es el caso del Dragunov, HK PSG-1, M21 SWS, SR-25, entre otros, y suelen ser más empleados en la labor de tirador designado, para distancias de 800 metros, apoyando al pelotón. Para distancias mayores suelen ser más efectivos los fusiles de cerrojo fabricados para tiro de precisión, salvo alguna excepción.

### Munición
La mayoría de los francotiradores utilizan munición militar de alta precisión. Idealmente, un francotirador adquiere la munición del mismo lote, calibra el fusil con esa munición, y luego solo utiliza esa clase hasta que se le agota.
Con esto se consigue asegurar que cada bala es tan similar como sea posible a la anterior, lo que ayuda a mantener la consistencia. Sin embargo, esto es raramente practicable. Un francotirador deberá anotar en un cuaderno de datos la información como el número de lote, la temperatura, la fuerza y dirección del viento, la humedad y la altitud. Si vuelve a encontrar condiciones iguales, estos datos servirán para realizar un disparo preciso.

#### Velocidad y distancia de la bala
Los fusiles de francotirador se encuentran entre las armas de fuego personales con más potencia. En un ángulo correcto, un fusil de francotirador puede disparar a más de 1600 metros en vertical y 3200 en horizontal, pero la velocidad real de la bala y la desaceleración pueden ser importantes.
Dependiendo del fusil, se puede disparar una bala a una velocidad de 884 m/s, esto es, 3.180 km/h, o sobre dos veces y media la velocidad del sonido (340 m/s). A esta velocidad, la bala puede cruzar siete campos de fútbol en un segundo. Sin embargo, la bala disminuye su velocidad considerablemente debido a la fricción del aire. Su alcance depende de cuán lejos pueda llegar antes de que la gravedad la haga caer al suelo.
La mejor combinación entre el tirador y el fusil puede conseguir hacer blancos a más de 1000 metros. En distancias largas, aumentan los efectos de factores como la densidad de aire, el viento, la caída de la bala y la variedad entre cada bala. Los sistemas de puntería suelen estar situados entre 600 y 800 metros.
Hablando sobre la potencia un francotirador sería capaz de atravesar un cuerpo fácilmente pero muy difícilmente dos lo más probable es que la bala se atorase en el segundo cráneo.

## Camuflaje
Un buen camuflaje, combinado con una disciplina de movimientos sigilosos, es lo que hace que un francotirador sea difícil de detectar.
El destello de las ópticas de la mira es la única parte que no puede ser camuflada, pero el brillo puede ser reducido utilizando una pieza de tela o un acoplamiento de metal sobre la mira. Los francotiradores evitan cualquier cosa que delate su posición, que brille o suene, incluyendo gafas y caras blancas.
Los francotiradores que se enfrentan a fuerzas bien equipadas deben camuflarse a sí mismos contra infrarrojos tanto como contra luz visible. Para ello utilizan materiales con una fina capa de aluminio evaporado que refleja la radiación infrarroja. Antes de esto se empleaban mantas termales cubiertas de follaje o material local.

### Traje de camuflaje

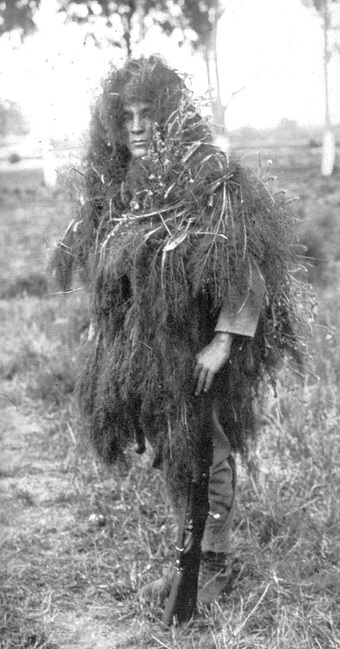
Francotirador conscripto AOR del Ejército Argentino con traje de camuflaje, porta un Mauser Modelo 1909, c. 1925.

Cuando existen requisitos extremos para la infiltración y camuflaje, usan un traje de camuflaje, también denominado traje ghillie.
Los trajes de camuflaje pueden ser construidos de distintas maneras. En algunos se utilizan ponchos a los que se atan trozos de tela, restos vegetales, ramas o pasto seco; en ocasiones sirve el traje de un piloto, el uniforme de combate, o alguna otra ropa de una pieza. Se emplea seda dental o similares para coser las partes y se aplica pegamento en las uniones para que sean más resistentes.
El traje ghillie se prepara generalmente montándolo, después golpeándolo y arrastrándolo detrás de un coche, y luego rodándolo entre abono de vaca o enterrándolo en fango para dejarlo fermentar. Esto crea un traje de humus, y utilizando otros trozos el traje se asemeja al terreno natural de la zona de operación.
Un problema del traje de camuflaje es la temperatura interna. Incluso en latitudes templadas, la temperatura con el traje puede alcanzar los 50 °C.

## Tácticas de francotirador

### Colocación del tiro
A distancias mayores que 300 m, los francotiradores normalmente intentan disparos al cuerpo, apuntando al pecho. Causan la muerte a través del daño a los tejidos, el trauma y la pérdida de sangre. A distancias menores, los francotiradores pueden intentar realizar disparos a la cabeza para asegurar el blanco.
En situaciones de rehenes, los francotiradores de la policía disparan al cerebelo, una parte del cerebro que controla los movimientos voluntarios.

### Posicionamiento
En casos civiles o para eliminar francotiradores enemigos, un francotirador o una pareja se situarán en un lugar alto cubierto. Utilizan prismáticos o un telescopio para identificar los blancos.
Los francotiradores usan engaños, en forma de camuflaje, ángulos de aproximación inusuales, y con frecuencia movimientos lentos para prevenir contraataques precisos. Algunos francotiradores han alcanzado a observadores a menos de 90 m, mientras que el blanco los buscaba, sin ser vistos.

### Objetivos
Un francotirador identifica los objetivos por su apariencia y conducta. Estas características pueden incluir el llevar uniformes de alto rango, hablar con operadores de radio, sentarse como pasajero en un coche, tener sirvientes militares, o hablar y moverse frecuentemente. Si es posible, un francotirador dispara en orden descendiente de rango, o si no hay rango, dispara para cortar las comunicaciones.
Al realizar fuego de supresión para cubrir una retirada, un francotirador se coloca oculto, para tener una amplia visión. Cuando un par de pelotones enemigos intentan una travesía, el francotirador dispara a una persona, preferiblemente al líder. A menudo se realiza un disparo en la cadera, seguido de otro en la mandíbula para prevenir que dé órdenes.
Cuando el pelotón intenta un rescate, el francotirador dispara rápidamente, apuntando al torso de los soldados enemigos, para realizar tantas bajas como sea posible. Un francotirador prudente deja la posición en ese momento, anticipándose a un ataque por los flancos que normalmente sigue. Un francotirador puede entonces emboscar uno de los flancos, y si es posible, salir fuera del flanco, aunque esta táctica es considerada desesperada o poco inteligente.
Puesto que la mayoría de las bajas en la guerra moderna son por armas utilizadas por grupos, el reconocimiento es uno de los usos más efectivos del francotirador. Utilizan su preparación física, sus habilidades de infiltración y equipo de observación a largas distancias y tácticas para aproximarse y observar al enemigo. En este papel, las reglas del combate dejan al francotirador obtener los blancos de mayor valor.
Con calibres pesados, los francotiradores pueden dañar cazas en tierra, destruir dispositivos de guía de misiles, aparatos ópticos diversos o equipos auxiliares para radares. Para estos objetivos, los francotiradores emplean fusiles antimaterial, llegando a derribar helicópteros de reconocimiento.

### Guerra psicológica
Aunque existen muchas leyendas urbanas al respecto, ninguna de las cuales pueden confirmarse, para desmoralizar a las tropas enemigas, los francotiradores pueden seguir patrones. Así, se decía que en la Primera Guerra Mundial los francotiradores alemanes en las trincheras localizaban a los oficiales enemigos por ser estos los únicos autorizados a llevar bigotes o que durante la revolución cubana, el Ejército Rebelde siempre mataba al primer hombre de un grupo de soldados de Batista. De esta manera, ninguno caminaría el primero, pues sería un suicidio. Esto disminuyó con eficacia la buena voluntad del ejército de buscar bases rebeldes en las montañas.

## Tácticas contra francotiradores
El éxito del francotirador ha llevado a desarrollar muchas tácticas contra francotiradores en las estrategias militares modernas. Estas tienen como objetivo reducir el daño causado por un francotirador a un ejército, que a menudo realiza daño en las capacidades de combate y la moral.
El riesgo de daño a la cadena de mando puede ser reducido ocultando las características y comportamientos que señalan el rango de oficial. En Afganistán en agosto de 2018, y a pesar de lo difuso de su objetivo debido al calor que despedía el suelo, un francotirador del SAS británico, usando una ametralladora Browning de 12,7 mm montada sobre un vehículo, mató de un disparo a un comandante del Daesh a una distancia de 1,5 km tras observar que llevaba más de 20 minutos de pie delante de sus hombres mientras estos se sentaban en el suelo.
Si un francotirador está atacando, debe ser localizado para efectuar un contraataque. Otro francotirador suele destinarse a cazar al francotirador enemigo, aunque existen muchas técnicas para las fuerzas defensoras para comprobar la localización del francotirador. Algunas de estas tácticas son el cálculo de la trayectoria de la bala, la triangulación y el empleo de trampas para engañar al francotirador.
Además del encuentro directo con otro francotirador, hay una variedad de tácticas a las que se puede recurrir, como el uso de artillería, cortinas de humo y el movimiento de pinza.

## Francotiradores fuera de la guerra
Las técnicas de los francotiradores se han aplicado en algunos casos famosos de Estados Unidos, incluyendo al francotirador de Austin, Charles Whitman, Brenda Ann Spencer, asesinato de John F. Kennedy quien se cree que fue Lee Harvey Oswald, John Allen Muhammad y Lee Boyd Malvo los francotiradores de Washington a finales de 2002.
Sin embargo, estos sucesos no implican generalmente la distancia o habilidad de francotiradores militares. En las noticias se suele utilizar el término "francotirador" para referirse a alguien que dispara con un fusil a otra persona desde una gran distancia.

## Francotirador (sniper), tirador designado (designated marksman) y tirador distinguido (sharpshooter)

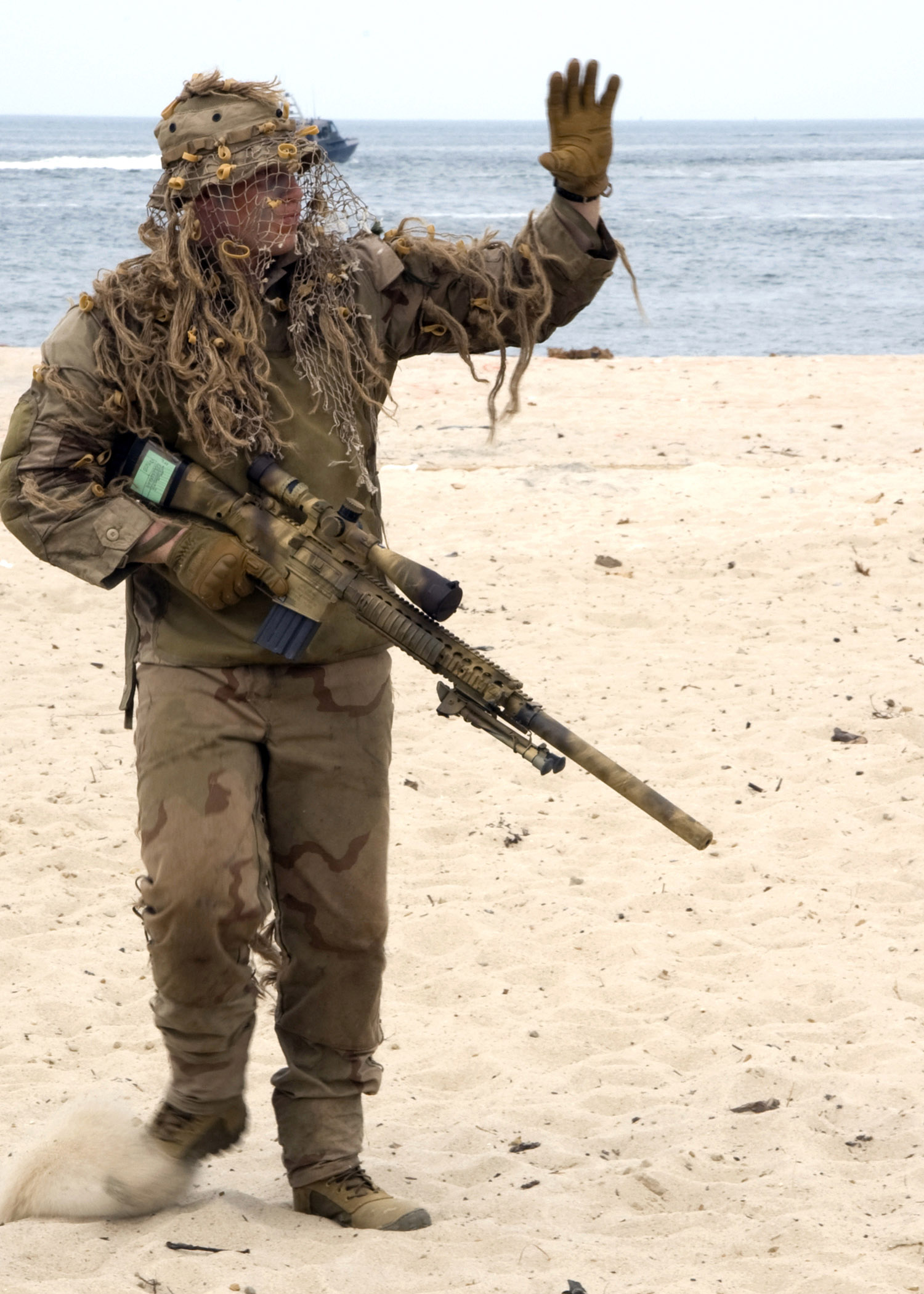
Un tirador designado (Designated Marksman) de los Navy SEAL con su fusil semiautomático SR-25.

Actualmente algunas doctrinas distinguen entre un francotirador (sniper), un tirador designado (designated marksman) y un tirador distinguido (sharpshooter). Mientras que los francotiradores son entrenados intensivamente en camuflaje y técnicas sobre el terreno, estas habilidades son limitadas en los tiradores designados (designated marksman) y no son requeridas para los tiradores distinguidos (sharpshooter). Los francotiradores realizan reconocimientos y tienen a menudo un impacto psicológico en el enemigo, eliminando blancos a distancias muy largas (generalmente más de un kilómetro de distancia). El papel del tirador designado es principalmente incrementar el alcance del pelotón con fusiles semiautomáticos especiales y la eliminación del enemigo (a distancias de hasta 800 metros). Por su parte, los tiradores distinguidos suelen ser algunos soldados de la infantería con una mayor habilidad en el tiro y a cuyos fusiles de asalto le suelen colocar una mira con aumentos (por ejemplo un acog) para así eliminar blancos con mayor precisión dentro del rango ordinario del resto de sus compañeros de infantería (de 400 a 500 m).

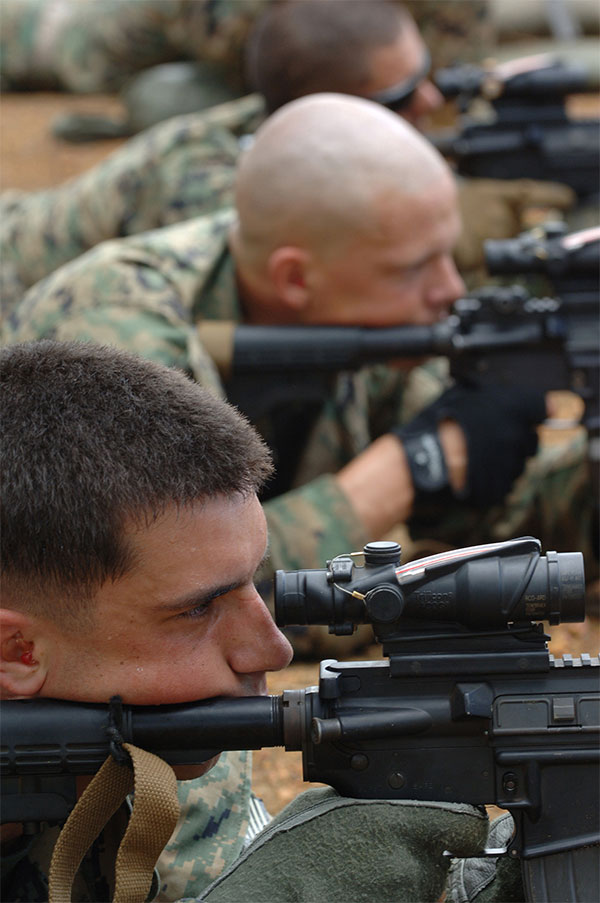
Tiradores distinguidos (sharpshooter) del cuerpo de marines de los Estados Unidos, provistos del fusil de asalto M4 con mira ACOG. Muchos civiles suelen confundirlos con los tiradores designados (TD).

Los francotiradores (sniper) casi siempre utilizan fusiles de cerrojo, mientras que los tiradores designados (designated marksman) emplean fusiles semiautomáticos precisos pero con alcance efectivo menor. El tirador distinguido (sharpshooter) emplea su fusil de asalto reglamentario. En algunas doctrinas militares, un equipo de francotiradores consiste en dos personas, un francotirador que usa un fusil de cerrojo,y un apoyo, generalmente un observador, que emplea un telémetro para hacer los cálculos de distancias y condiciones atmosféricas para realizar un tiro certero. Tanto el tirador designado (designated marksman) como el tirador distinguido (sharpshooter) siempre acompañan a su unidad o pelotón.
Un tirador designado (designated marksman) también ha de someterse a un entrenamiento para dominar el arte de acechar, ocultación y la infiltración y tareas de vigilancia, teniendo un papel menos estratégico que el francotirador.

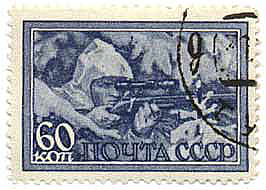
Estampilla soviética de 1943, con la figura de un francotirador camuflado.

## Francotiradores en la historia
Antes de la aparición de las armas de fuego, los soldados como los arqueros eran entrenados como tiradores de élite.
Los primeros francotiradores pudieron ser entrenados en Japón, en el siglo XVI, como un tipo de ninja. Estaban entrenados al parecer para cubrir la retirada de las tropas. El francotirador permanecería oculto hasta que un oficial estuviese a distancia de fuego. Hay varios informes de esos intentos, la mayoría fallidos debido al gran calibre y la pobre exactitud de las armas. A pesar de esto, uno de los señores de la guerra más famosos del Japón, Takeda Shingen, resultó herido de muerte por la bala de un francotirador según los informes de la época.

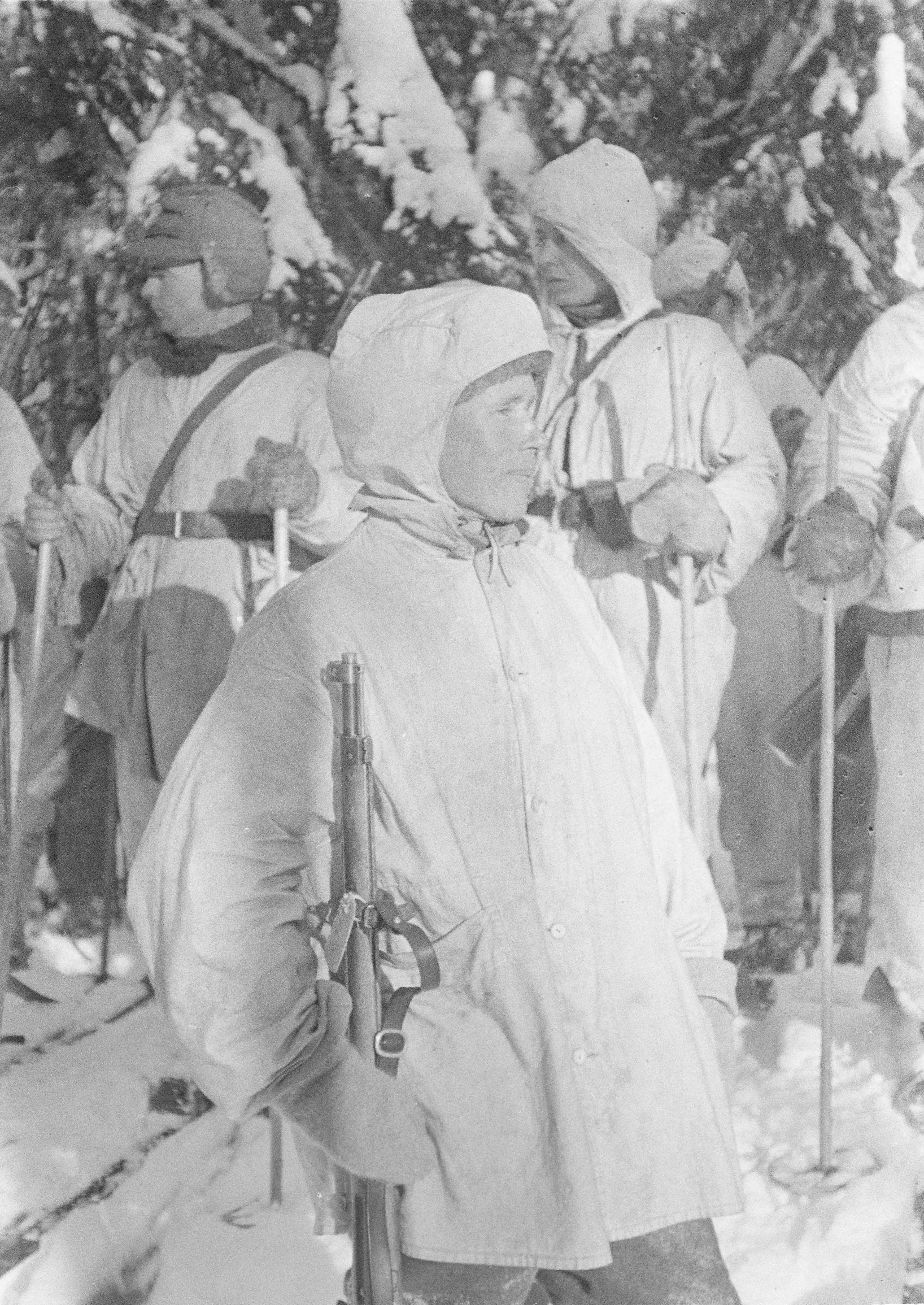
Simo Häyhä, junto a su fusil durante la Guerra de Invierno.

Timothy Murphy era un soldado del grupo de Virginia de Daniel Morgan en 1777. El 7 de octubre mató al general Simon Fraser, del ejército británico. Murphy había dicho que le había disparado a una distancia de 450 m, que era sorprendente en aquel momento.
En las guerras napoleónicas, los británicos copiaron las armas y tácticas coloniales en un limitado número de compañías de fusileros. Iban vestidos de verde para evitar ser vistos y tenían órdenes de disparar a los oficiales enemigos. Durante la batalla de Trafalgar, un francotirador del Redoutable alcanzó al almirante Nelson, causándole la muerte.
En la Guerra de Independencia española, el británico Thomas Plunkett alcanzó al general francés Colbert con su fusil Baker a una distancia entre 200 y 600 metros.
El finlandés Simo Häyhä está considerado por muchos como el francotirador más efectivo de la historia de la guerra. Utilizando un fusil M28 (versión finlandesa del Mosin-Nagant), Häyhä eliminó a 542 soldados de la Unión Soviética entre el 30 de noviembre de 1939 y el 6 de marzo de 1940, antes de ser herido. Los soviéticos llamaban a los francotiradores finlandeses cucos porque los francotiradores finlandeses muchas veces estaban localizados en los árboles.
Vasily Zaitsev fue un francotirador soviético que se hizo famoso durante la batalla de Stalingrado al eliminar a 245 soldados. Llegó a ser un héroe popular y ha sido representado en el cine en la película Enemigo a las puertas, basada en la obra de William Craig, y asimismo es popular por estar representado en el videojuego Call of Duty.
Tanya Chernova, su amante, que también era francotiradora y alumna de Vasily.
Iván Sidorenko fue otro francotirador soviético de la Segunda Guerra Mundial.
Lyudmila Pavlichenko fue una francotiradora soviética durante la Segunda Guerra Mundial.

### En inglés
- SniperCountry.com - Sniper portal
- HowStuffWorks: How Military Snipers Work
- Snipercentral.com
- Top snipers of the Second World War
- Récord de distancia de francotirador: 2.475 m

### En español
- Francotiradores: historia de estos combatientes durante la Segunda Guerra Mundial
- Francotirador: historia durante las dos guerras mundiales
- El francotirador de Washington

- Datos: Q201948
- Multimedia: Snipers / Q201948